# Vyvěšování moravské vlajky v jednotlivých letech

Moravská vlajka byla v letech 2002–2003 kodifikována v horním žerďovém poli vlajky kraje Vysočina, vlajek Jihomoravského, Olomouckého a Zlínského kraje a také v horním vlajícím poli vlajek Pardubického a Moravskoslezského kraje: "vlajka je modrá, uprostřed modrého pole je bílo-červeně šachovaná orlice se žlutou korunou a žlutou zbrojí".

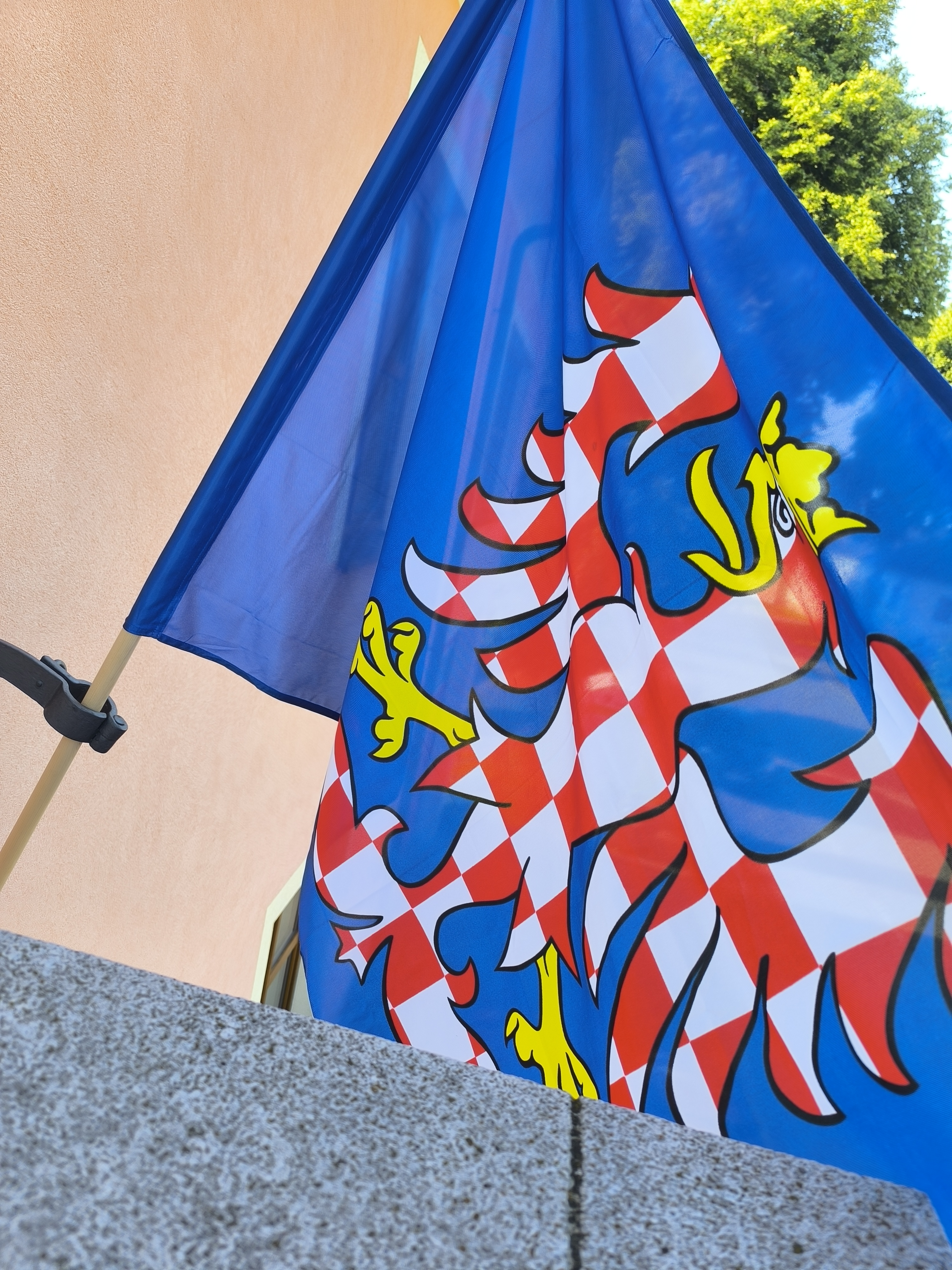
Moravská vlajka vyvěšená na budově úřadu městyse ve Staré Říši

Nejvhodnější moravskou vlajkou a praporem je její nejstarší doložená podoba: modrý list s bílo-červeně šachovanou orlicí. V odborném vexilologickém stanovisku k moravské vlajce ji 1. června 2013 doporučili experti Podvýboru pro heraldiku a vexilologii Poslanecké sněmovny Parlamentu České republiky Zbyšek Svoboda, Pavel Fojtík a Petr Exner a předseda České vexilologické společnosti Jaroslav Martykán.
Vyvěšování moravské vlajky je fenomén původně vyvolaný iniciativou "Za vyvěšování moravské vlajky na radnicích" Moravské národní obce. Cílem iniciativy je vyvěšování moravské vlajky na radnicích (a dalších úředních budovách) v Den slovanských věrozvěstů Cyrila a Metoděje (5. července) a v jiné významné dny, obnovit tak užívání historických symbolů Moravy a podpořit tímto způsobem moravskou identitu: "Na oslavu státního svátku dne Konstantina a Metoděje by však vedle vlajek státní a obecní po našem soudu vlajka Moravy viset měla.".
Od roku 2010 se do iniciativy podle Moravskou národní obcí vytvářeného přehledu mělo zapojit přes 1600 obcí, měst a městysů na Moravě, v Čechách a ve Slezsku.

### Vyvěšování v roce 2013
V roce 2013 se dle údajů Moravské národní obce k vyvěšování připojila více než třetina z celkového počtu měst a obcí na historickém území Moravy. Proti předcházejícímu roku tak vzrostl počet radnic, kde měla být vlajka vyvěšena, na dvojnásobek.
Jaroslav Krábek, předseda Moravské národní obce, reagoval na názory, že by bylo vhodnější vyvěšovat moravský prapor, na němž je bílo-červeně šachovaná orlice se žlutou korunou, jazykem a zbrojí v modrém listu. Tuto historickou vlajku označuje za tzv. markraběcí standartu a tvrdí, že: "Proti jejímu vyvěšování vůbec nic nenamítáme. I ta je odrazem moravské historie. Spíše ale podporujeme vlajku ve zlatočerveném provedení s orlicí, která je u veřejnosti oblíbenější." .
Sdružení Moravská národní obec, iniciátor vyvěšování vlajky, ve svém prohlášení z 30. června 2013 zdůraznilo, že vyvěšovaná vlajka je jen občanskou „symbolickou vlajkou“. Jde o symbolické přihlášení se k historii, tradicím a kultuře Moravy, nikoliv o konkrétní vlajku určité obce či samosprávného území ČR.
Moravská vlajka je vyvěšována běžně již v den předcházející státnímu svátku.

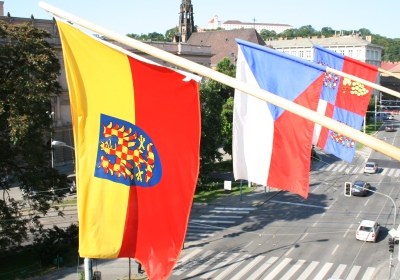
Vyvěšená žlutočervená bikolóra s červenožlutě šachovanou orlicí se žlutou korunou a zbrojí v modrém poli štítu uprostřed listu vlajky na budově Krajského úřadu Jihomoravského kraje v roce 2013

### Vyvěšování v letech 2014 až 2016
O rok později dosáhl vykazovaný počet radnic už více než 1100.
V novinových zprávách k vyvěšování moravské historické vlajky se někdy neshoduje podoba ilustračního obrázku s popisem vlajky v článku, s rozhodnutím obecního zastupitelstva a se skutečně vyvěšenou vlajkou. Z dokumentů obsahujících usnesení obecních rad je často patrné jen to, že bylo rozhodnuto o vyvěšení moravské vlajky na budově obecního úřadu. Někdy je podoba vlajky výslovně popsána. Statistická tabulka zaznamenávající předpokládané vyvěšování vlajek v letech 2009–2016, která je vytvářena Moravskou národní obcí, a z ní odvozená mapa, nerozlišuje, jaká podoba historické vlajky Moravy byla nebo mohla být vyvěšena. V mapě je pro účel grafického vyjádření použit zmenšený symbol MNO ve vyjádřeních podporované žluto-červené bikolóry se znakem žlutočerveně šachované orlice v modrém poli štítu uprostřed listu vlajky.

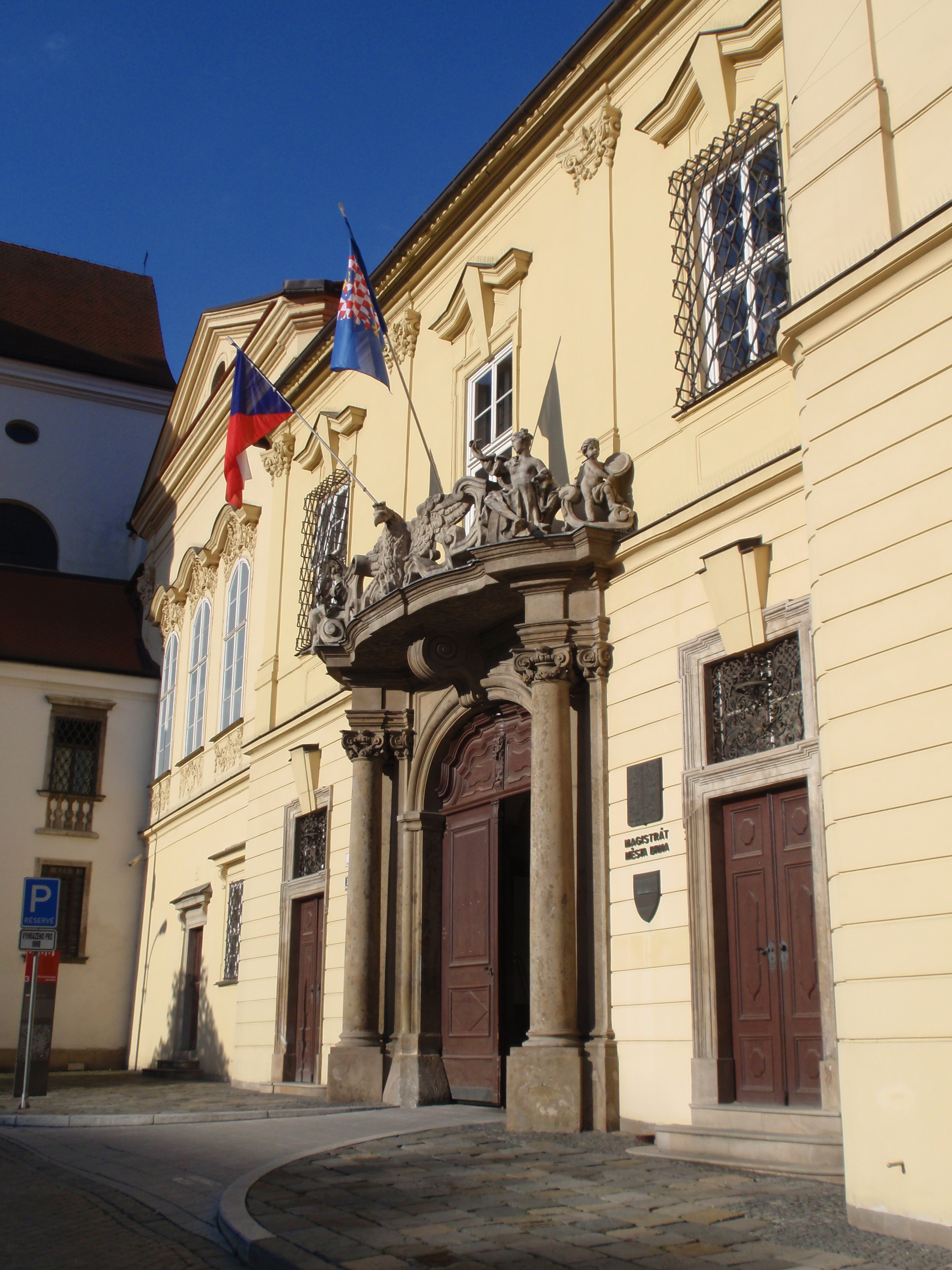
Moravská vlajka vyvěšená Magistrátem města Brna na Nové radnici v Brně 5. července 2016
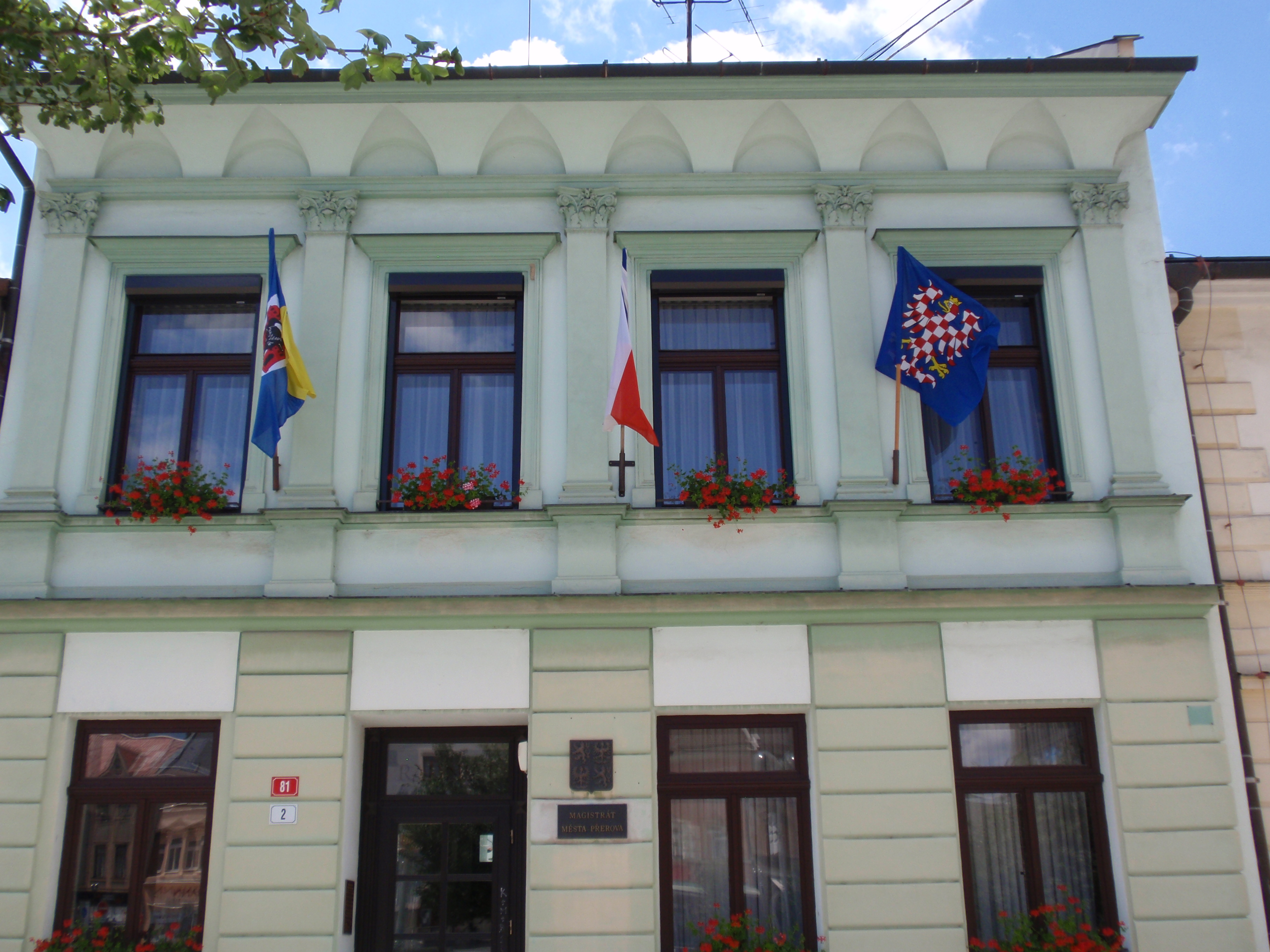
Vyvěšení moravské vlajky na přerovské radnici 5. července 2016

### Vyvěšování v roce 2017
MNO nadále doporučuje žlutočervenou vlajku s orlicí. Pokud je zmíněna historická moravská vlajka s bíločerveně šachovanou žlutě korunovanou orlicí se žlutou zbrojí v modrém listu vlajky, je tato nazývána markraběcí standartou. Při srovnávání obou vlajek je oproti barvám červenožlutě šachované orlice se žlutou korunou a zbrojí a červeným jazykem umístěné ve středu MNO představené vlajky namísto bíločerveného šachování moravské orlice odkazováno na modrou barvu listu této historické vlajky. Zatímco žlutočervená bikolóra se znakem uprostřed je MNO označována jako "občanská vlajka", ve druhém případě jsou používána slova "standarta", "markraběcí standarta", "válečná".
Jiné stanovisko tak k "bikolóře" zastává Moravská národní obec, jejíž předseda Jaroslav Krábek řekl, že je možné vyvěsit: „Jednak starou válečnou standartu markraběte, to je modré pole s moravskou orlicí, ale dneska už (lidé) znají i vlajku v barvách uzákoněných zemským sněmem v roce 1848, což je žlutá s červenou a opatřovaná orlicí.“ a jiné historikové. Podle ředitele Zemského archivu v Opavě Karla Müllera znak s orlicí na žlutočervenou bikolóru (od 2. poloviny 19. století) nepatří: „V žádném případě není vlajkou Moravy jakožto země. Je vlajkou nějakého hnutí. Vlajkou Moravy, historickou, byly dva pruhy - žlutý a červený, tak jak byla užívána od 19. století. (Po vzniku republiky už neměla žádnou vazbu na znak Moravy.)“.
Podle Aleše Ulricha pracujícího ve firmě prodávající vlajky, ale zákazníci častěji vybírají správně. „Kupují nejčastěji tu modrou.“

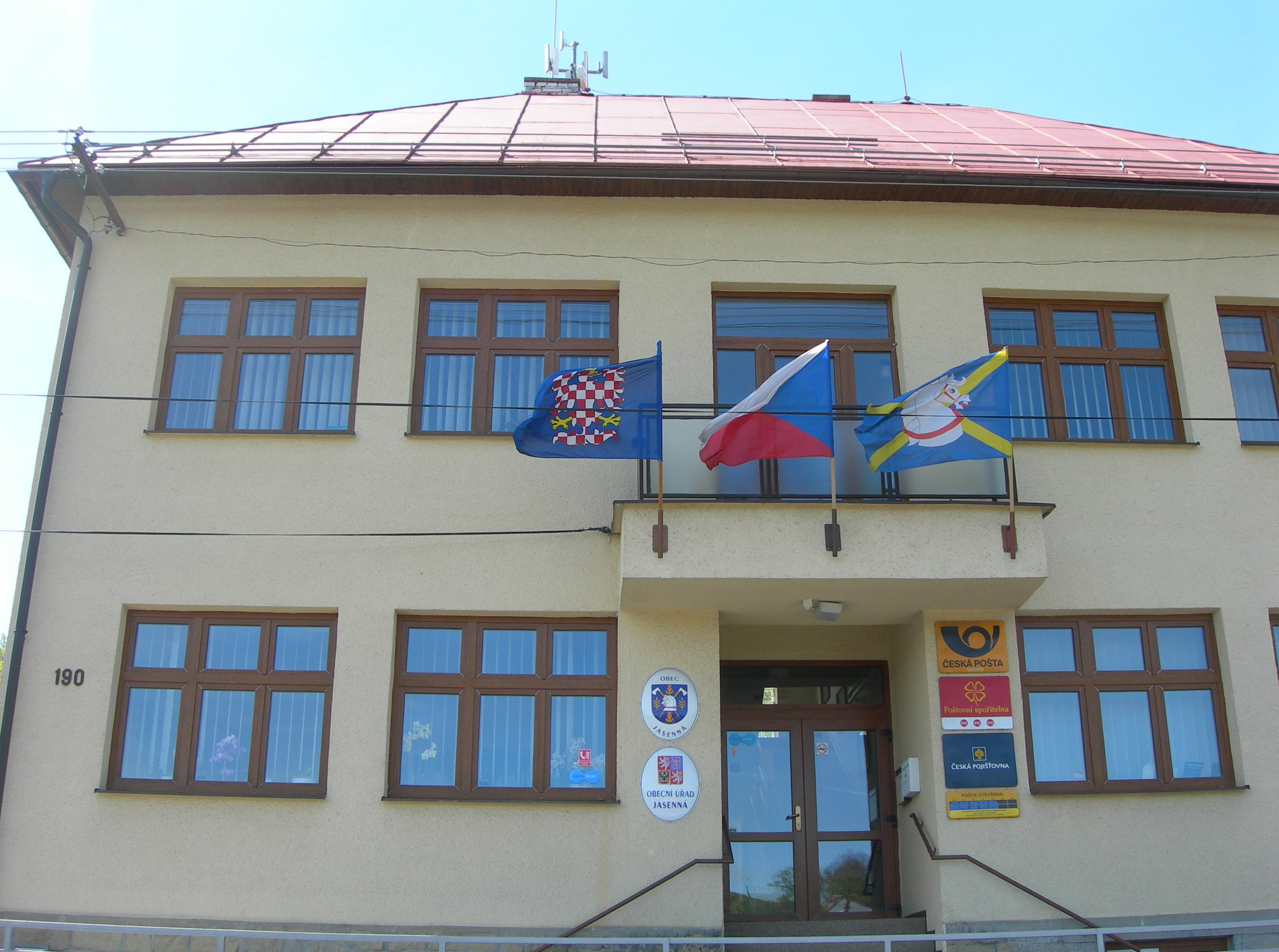
Vyvěšení moravské vlajky v obci Jasenná společně s vlajkou České republiky a vlajkou obce Jasenná 8. května 2017

### Vyvěšování v roce 2018

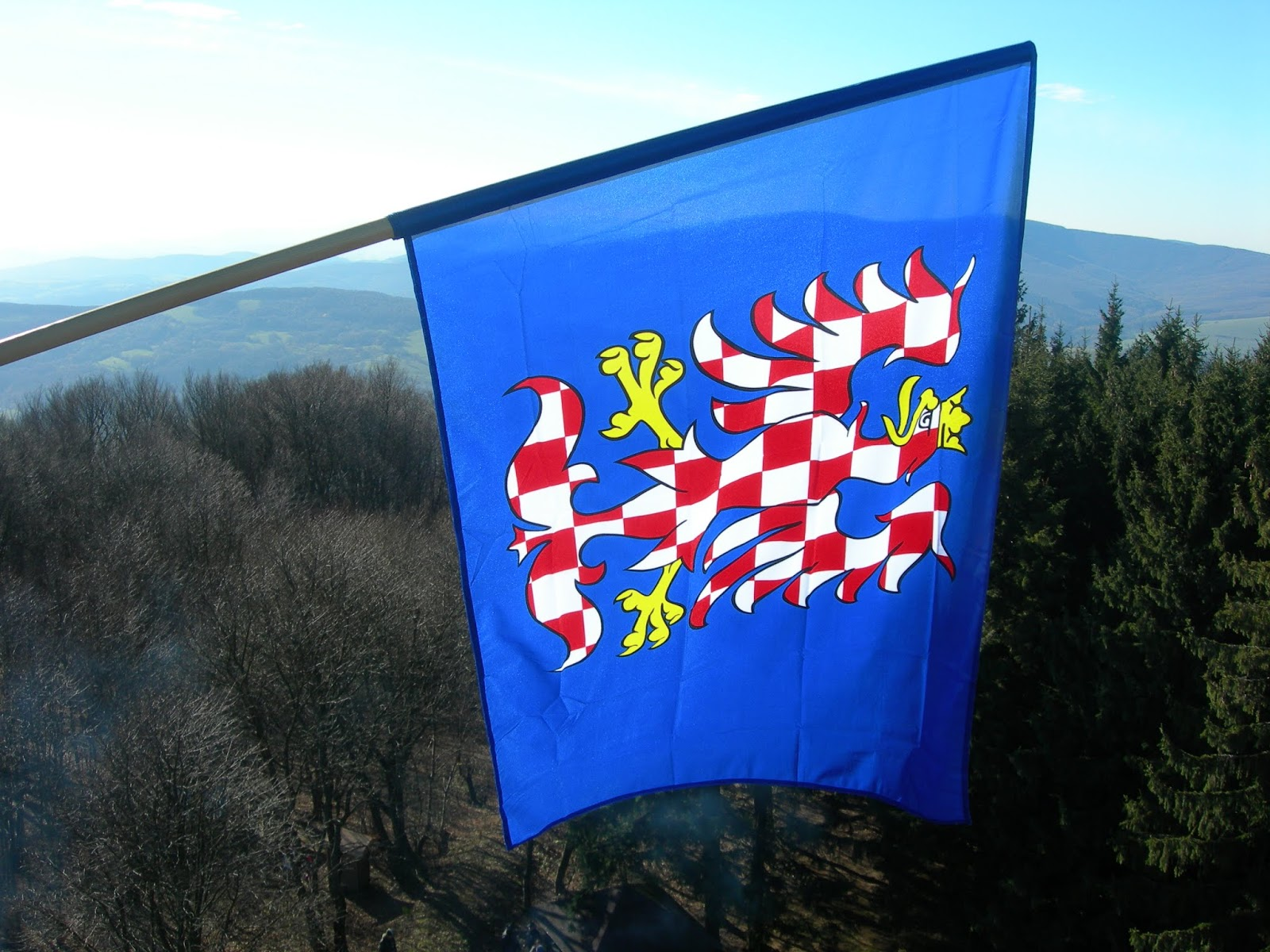
Moravská vlajka vyvěšená na rozhledně Velký Lopeník

Koordinátorka iniciativy Za vyvěšování moravské vlajky Lenka Holaňová z Moravské národní obce k propagaci a vedení statistiky zúčastněných obcí řekla: „Oslovujeme obce nebo regiony, které by se k vyvěšování mohly připojit. Nerozlišujeme, kterou variantu vlajky obec vyvěsí.“.
Postoj obce Velehradu k vyvěšování sdělený starostou Alešem Mergentalem: „Iniciativy se účastníme už několikerým rokem proto, že Velehrad je pokračovatelem sídla Velké Moravy. Je tedy logické, že moravskou vlajku symbolicky vyvěsíme. Používáme modrou variantu, jelikož podle odborníků je tato varianta ta správná.“.

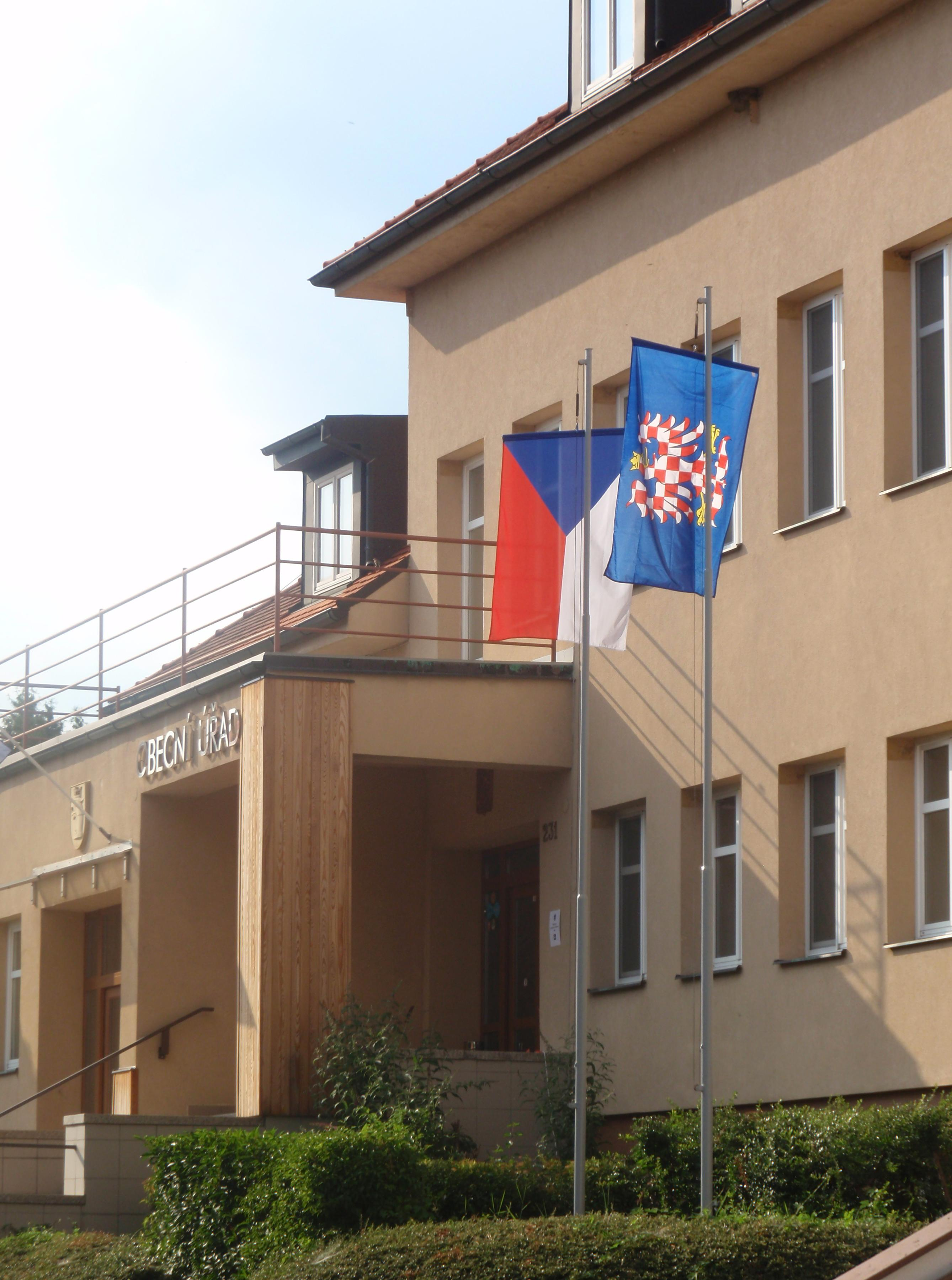
Vlajka Moravy a vlajka České republiky před obecním úřadem obce Velehrad vyvěšená ve svátek sv. Cyrila a Metoděje 5. července 2018

#### Rozhledny
Moravskou vlajku je možno vidět vlát na některých moravských rozhlednách.

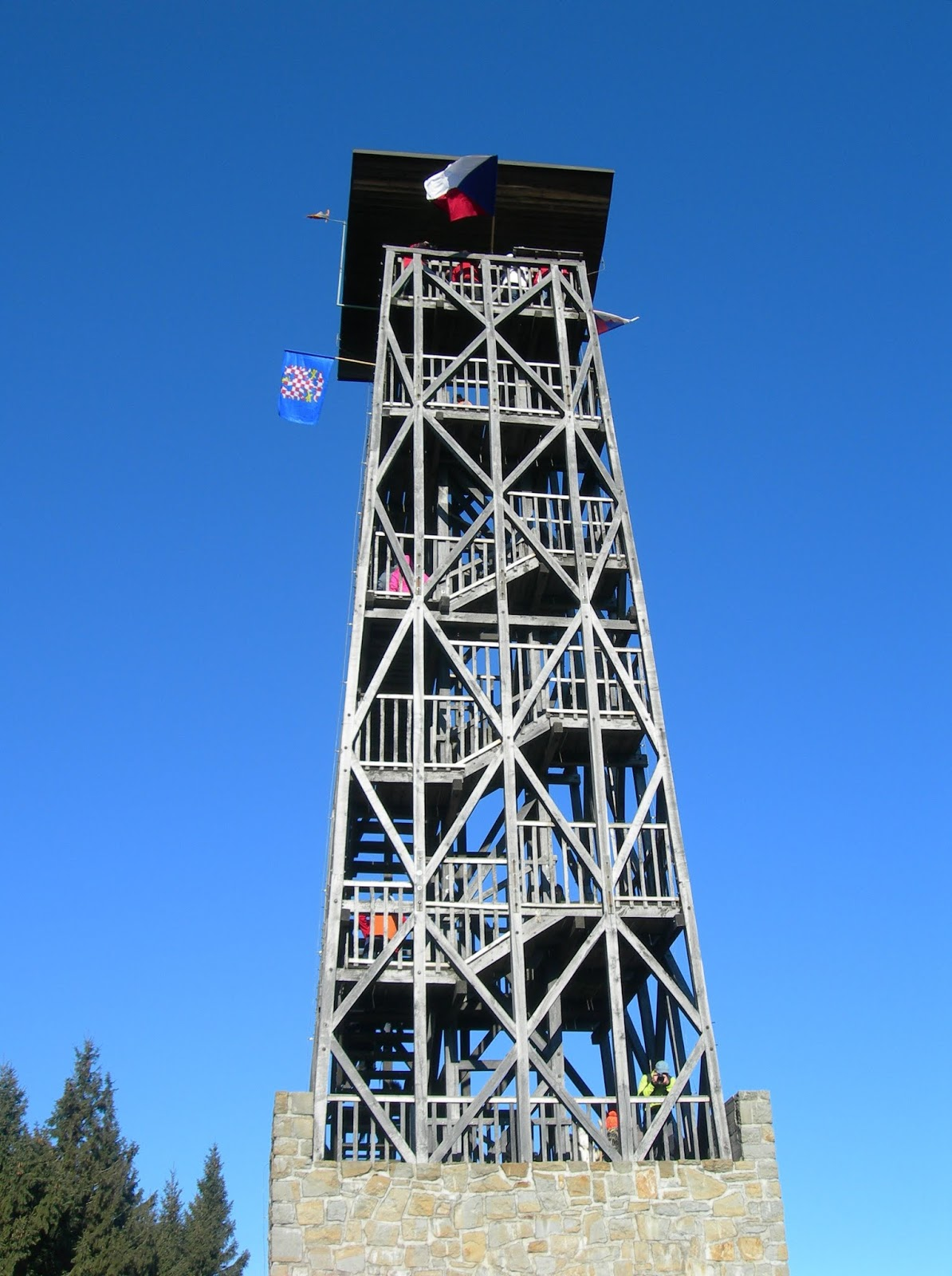
Moravská vlajka vyvěšená společně s vlajkou České republiky na rozhledně Velký Lopeník 17. listopadu 2018

### Vyvěšování v roce 2019

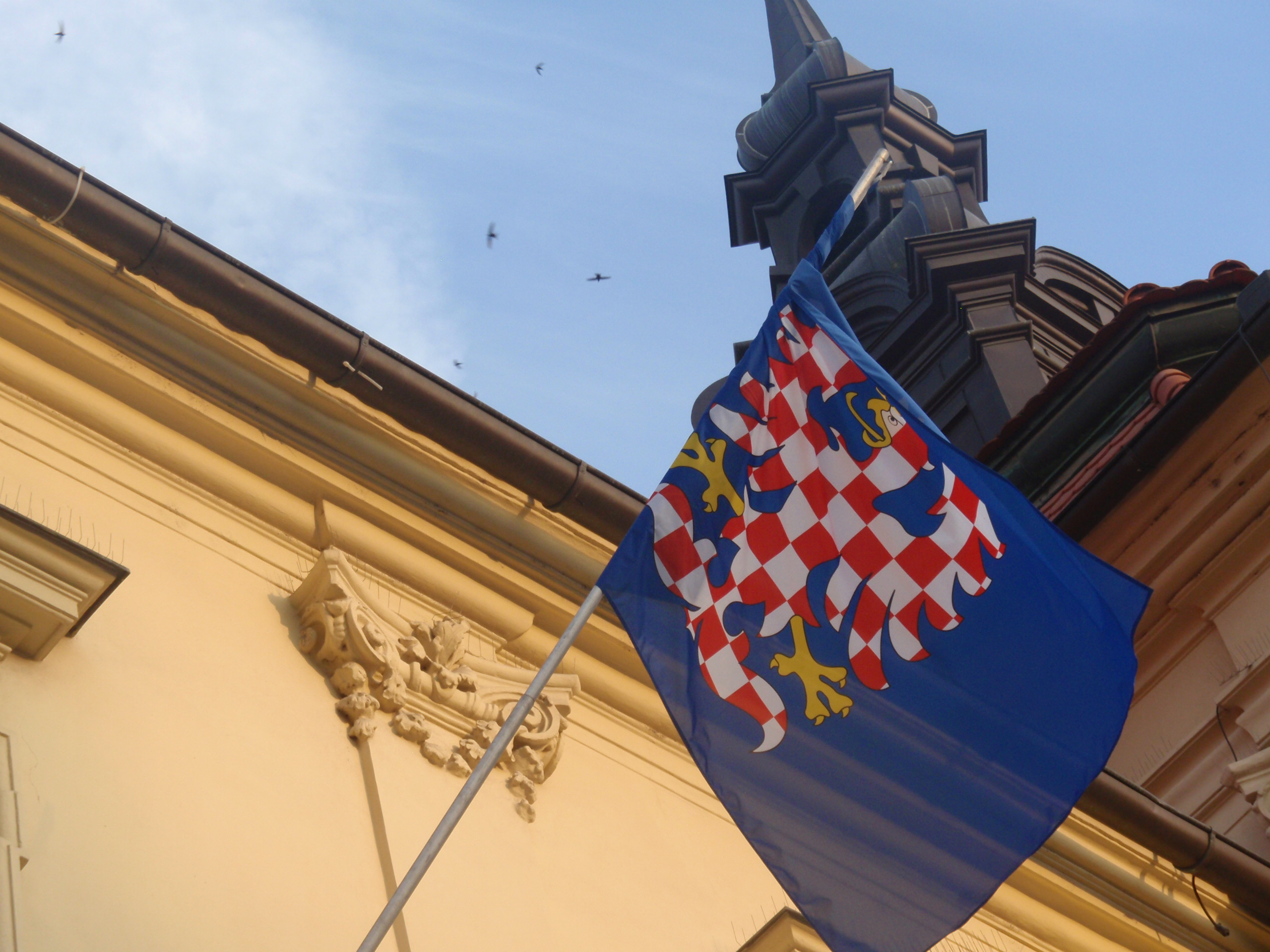
Moravská vlajka vyvěšená Magistrátem města Brna na Nové radnici v Brně 5. července 2019
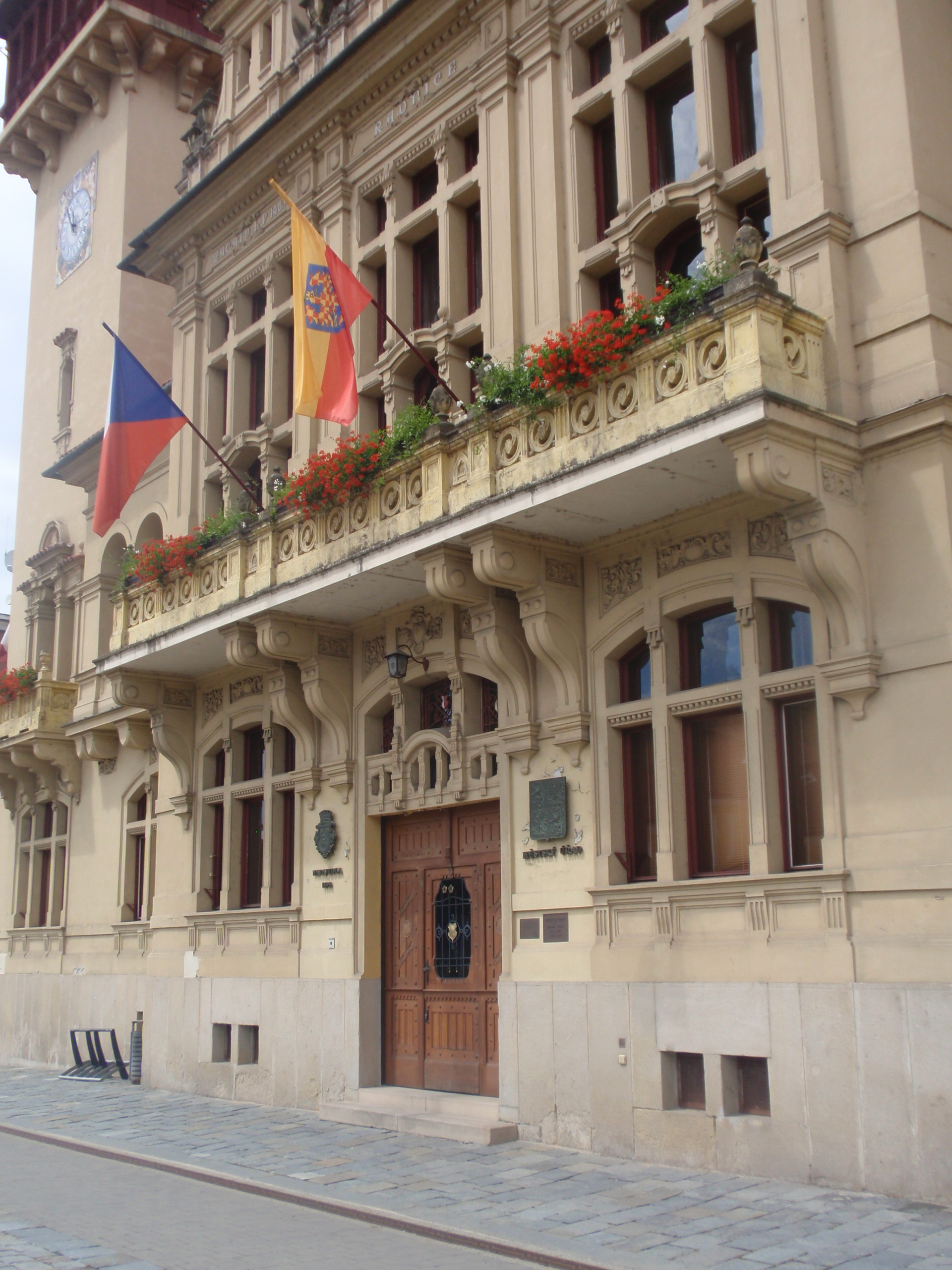
Vyvěšení žlutočervené bikolóry se znakem na budově městského úřadu v Napajedlích 5. července 2019
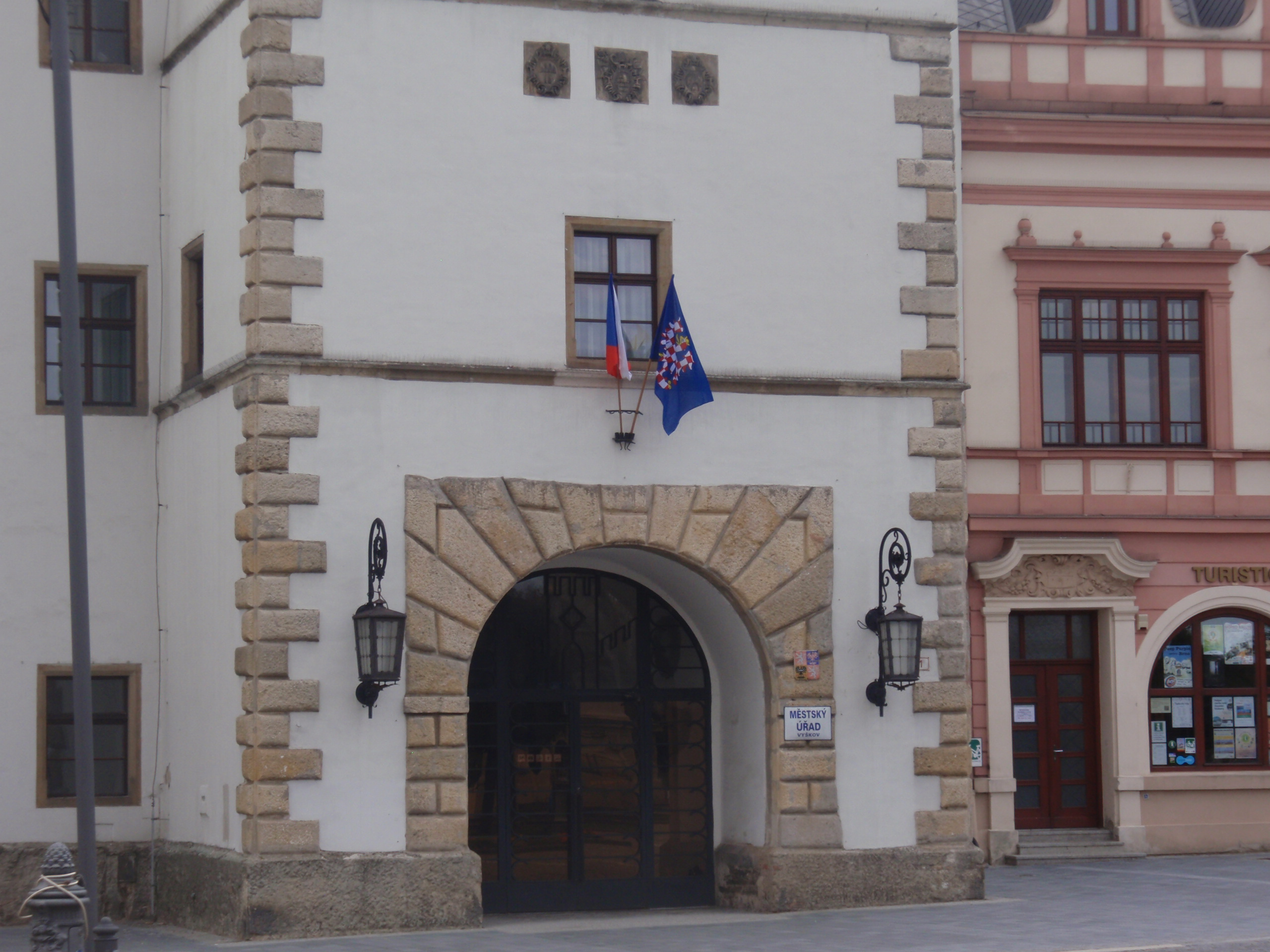
Vyvěšení moravské vlajky na radniční věži ve Vyškově 5. července 2019
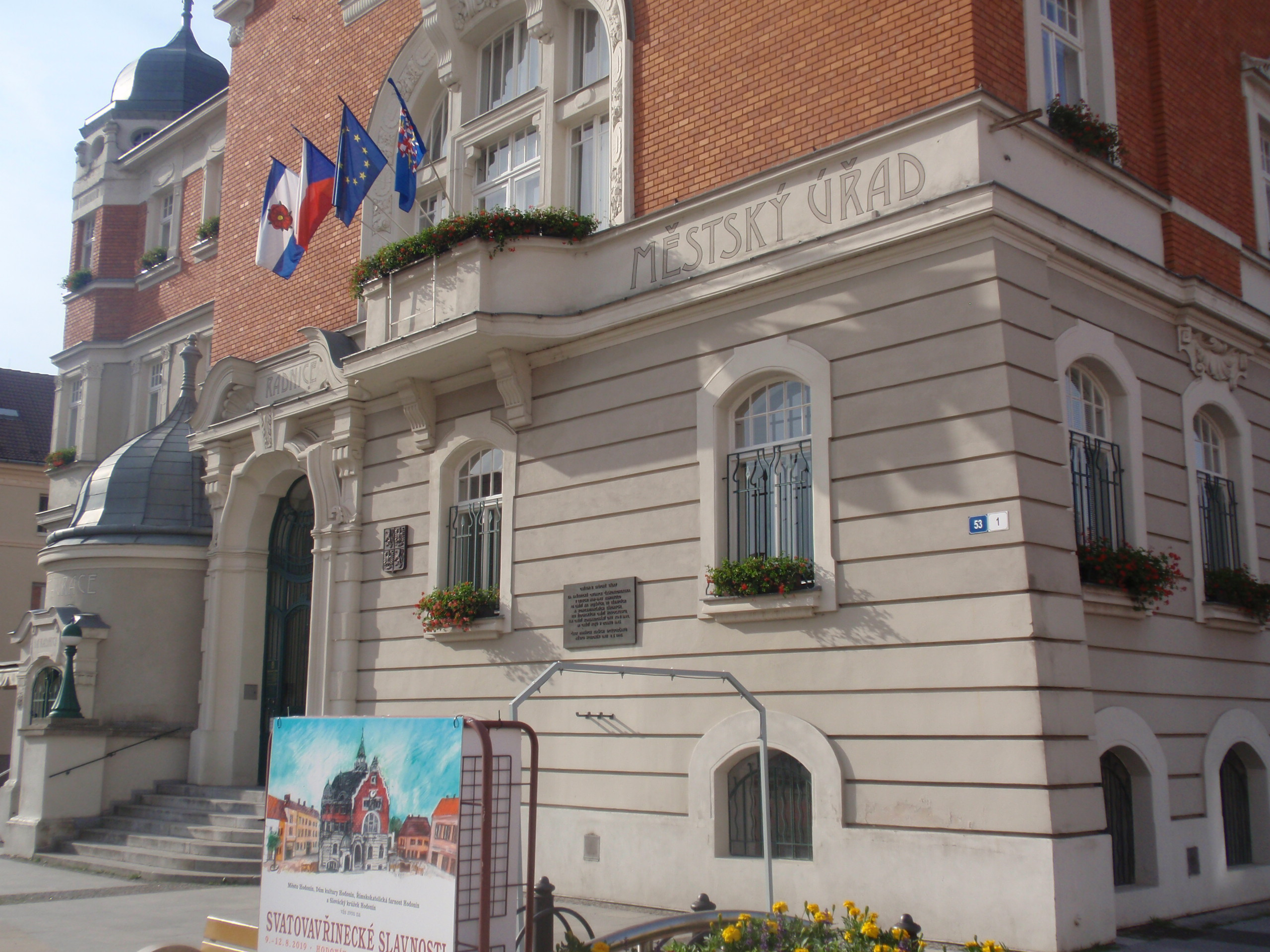
Moravská vlajka vyvěšená na radnici v Hodoníně 5. července 2019

### Vyvěšování v roce 2020
Město Kroměříž se mělo vlajkové iniciativy zúčastnit poprvé, když 4. června 2020 Rada města Kroměříže projednala žádost o vyvěšení moravské vlajky při příležitosti státního svátku a schválila její vyvěšení 5. července 2020. Očekávané události se dostalo značné publicity. Lenka Holaňová, hlavní organizátorka iniciativy Za vyvěšování moravské vlajky, Kroměříž jmenovala největším městem, které si v roce 2020 s hrdostí organizátoři připisují na seznam. Rozhodnutí však bylo několik dní před samotným Dnem příchodu slovanských věrozvěstů sv. Cyrila a Metoděje na Velkou Moravu usnesením Rady města Kroměříže 2. července zrušeno a 5. července na kroměřížské radnici vlály vlajka České republiky a města Kroměříže.

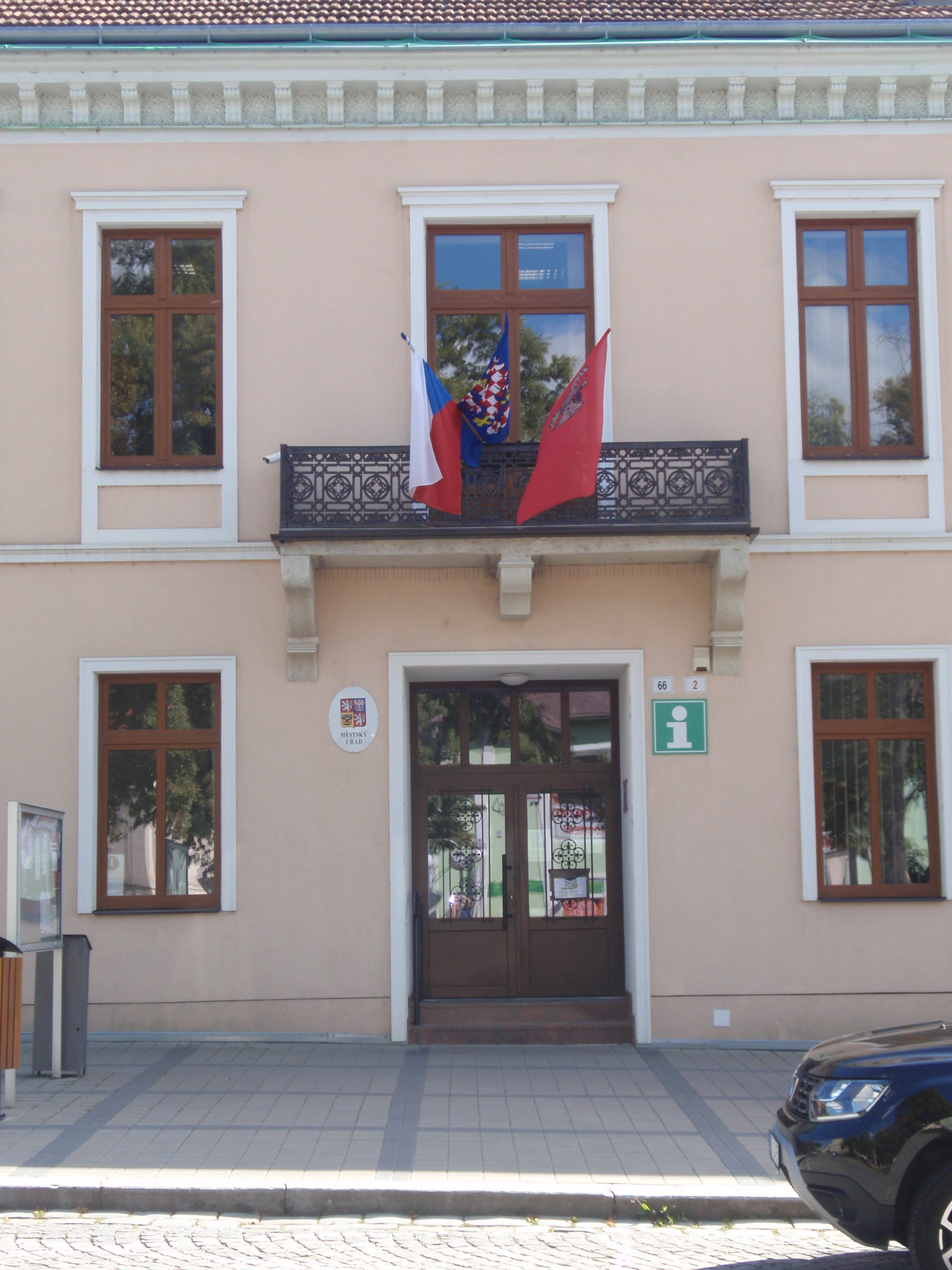
Vyvěšení moravské vlajky na budově radnice v Dolních Kounicích 4. července 2020
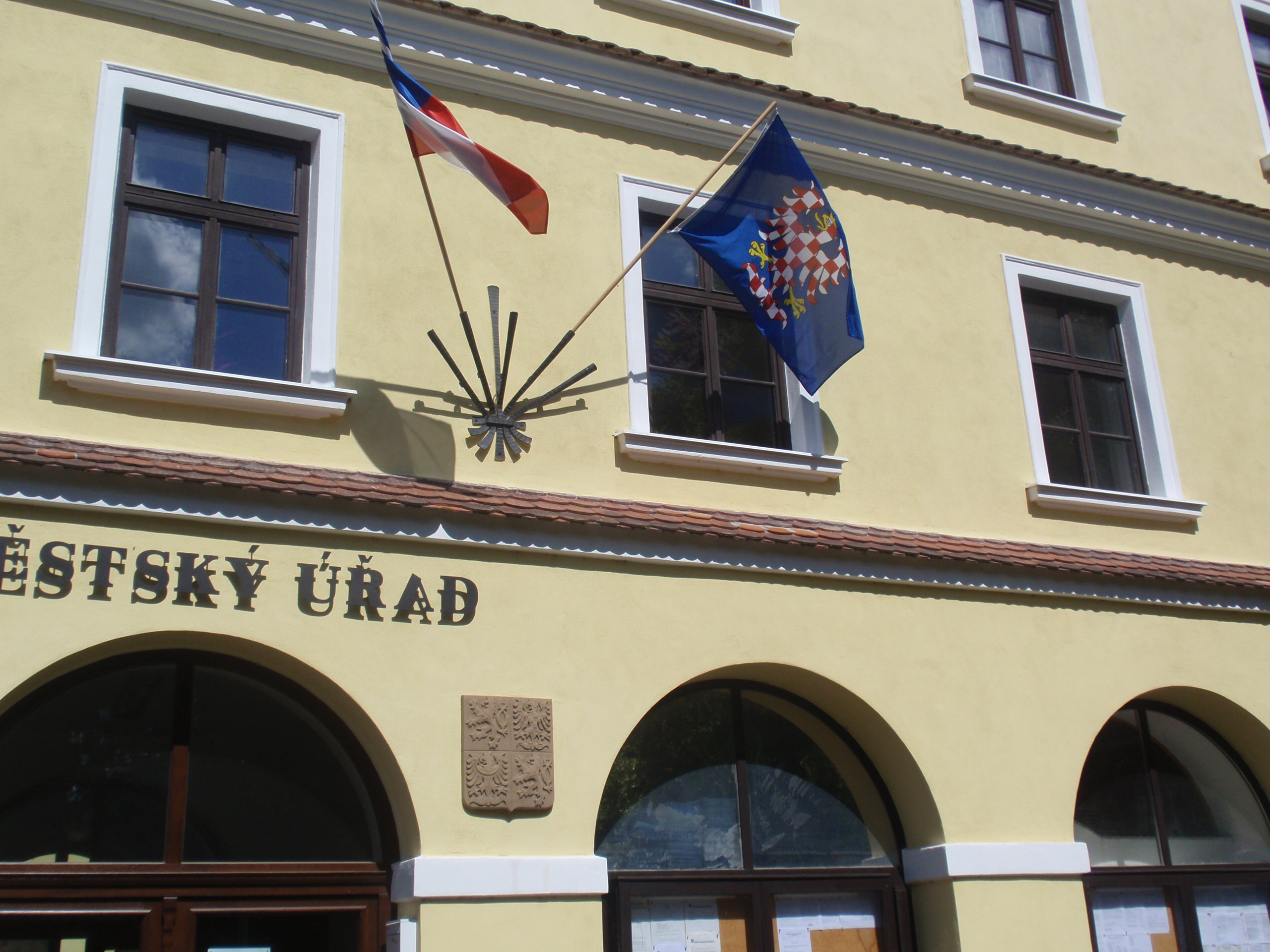
Vyvěšení moravské vlajky na budově radnice v Moravském Krumlově 4. července 2020
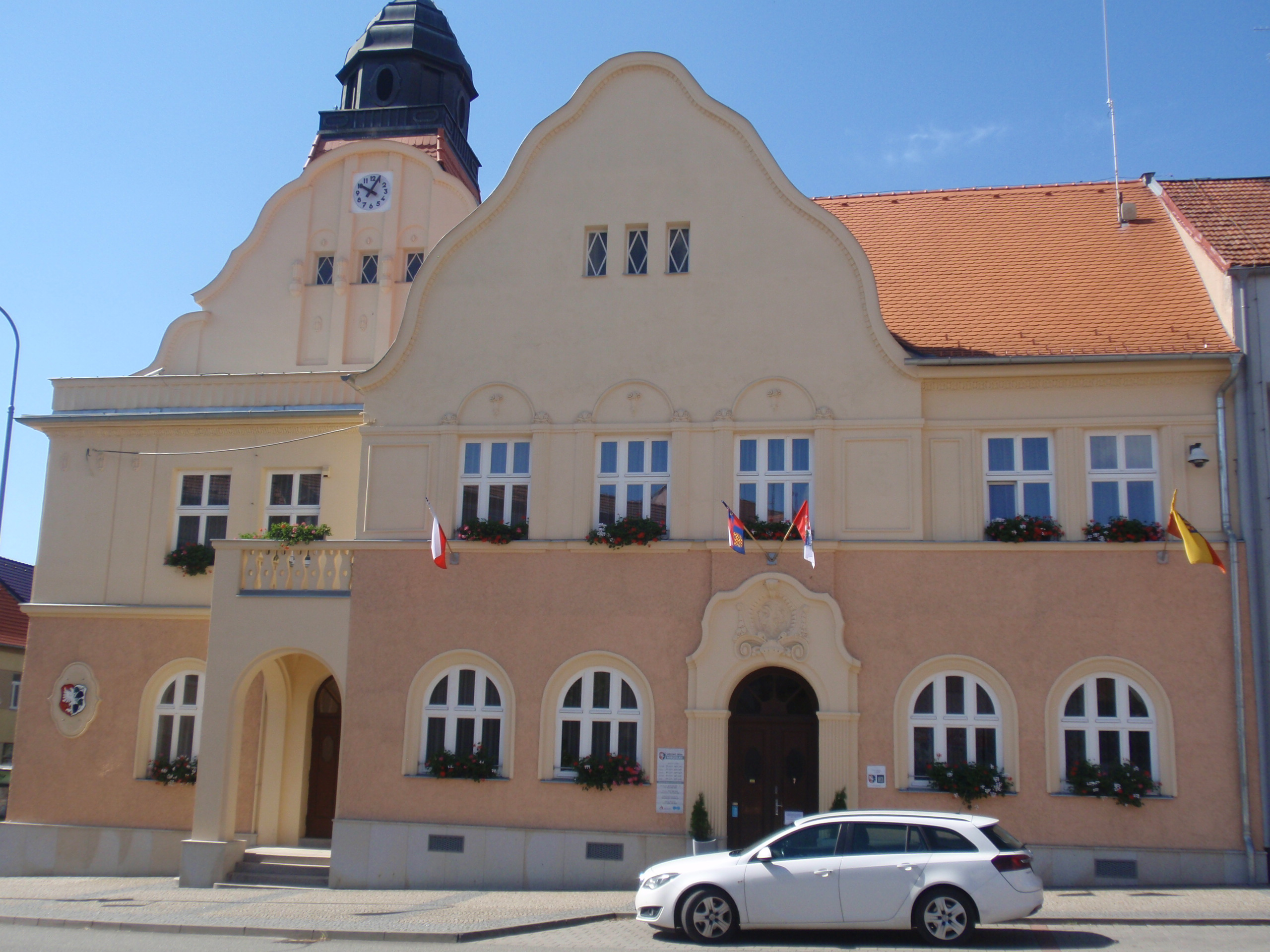
Vyvěšení žlutočervené bikolóry s červenožlutě šachovanou orlicí se žlutou korunou a zbrojí v modrém poli štítu uprostřed listu vlajky na budově městského úřadu v Miroslavi 4. července 2020.
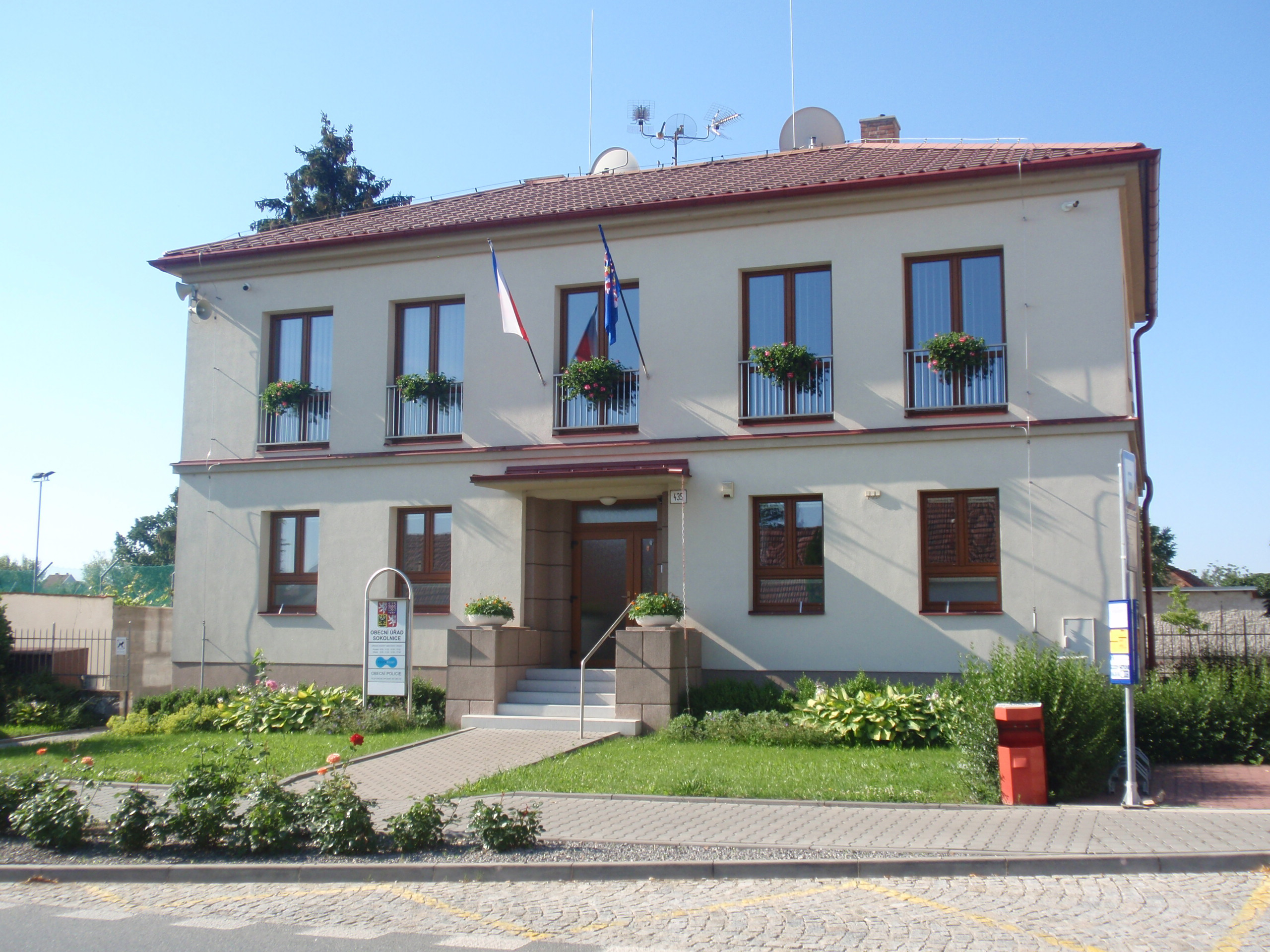
Vyvěšení moravské vlajky na budově obecního úřadu v Sokolnicích 4. července 2020

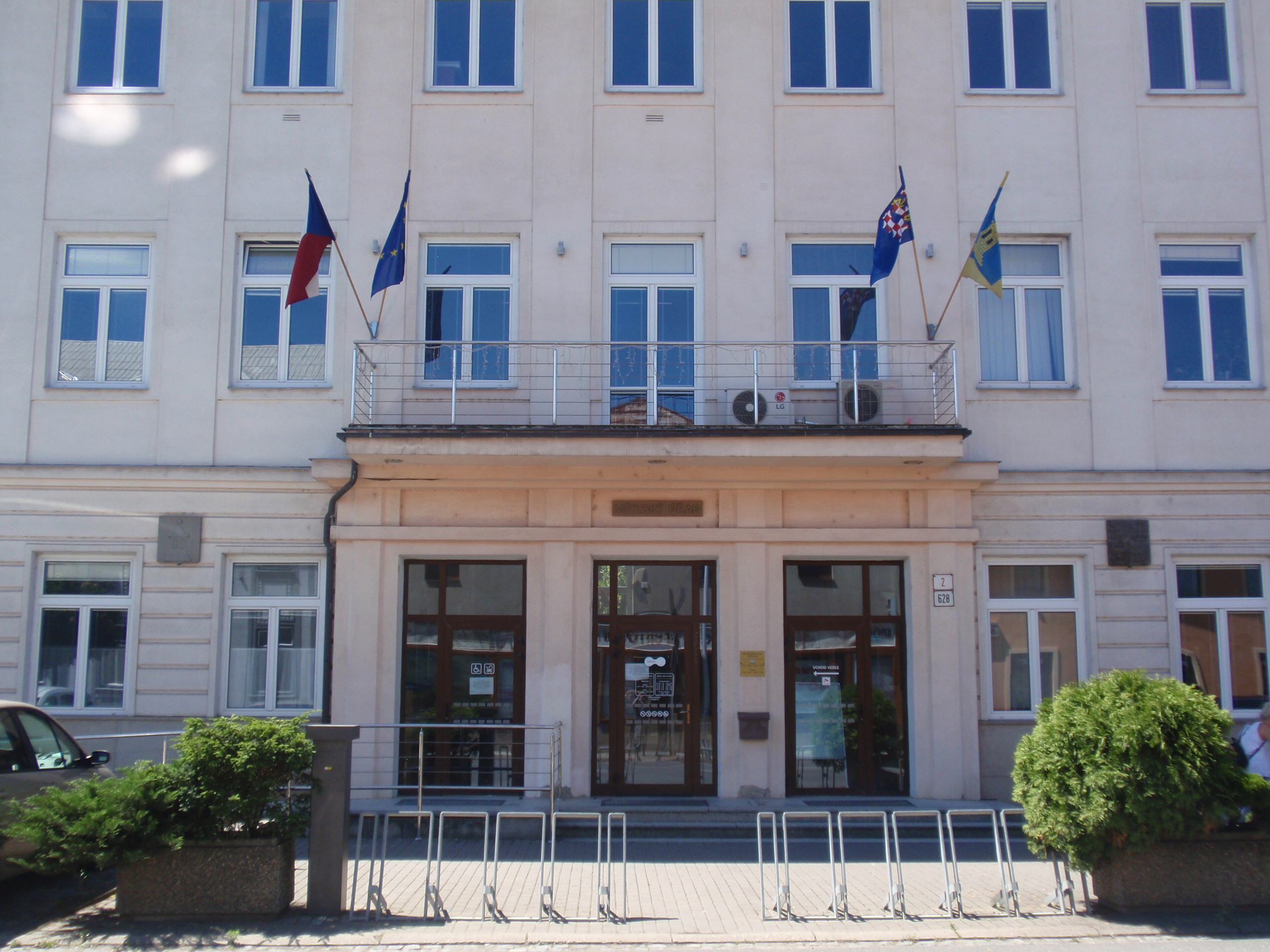
Vyvěšení moravské vlajky na budově Městského úřadu Holešov 5. července 2020
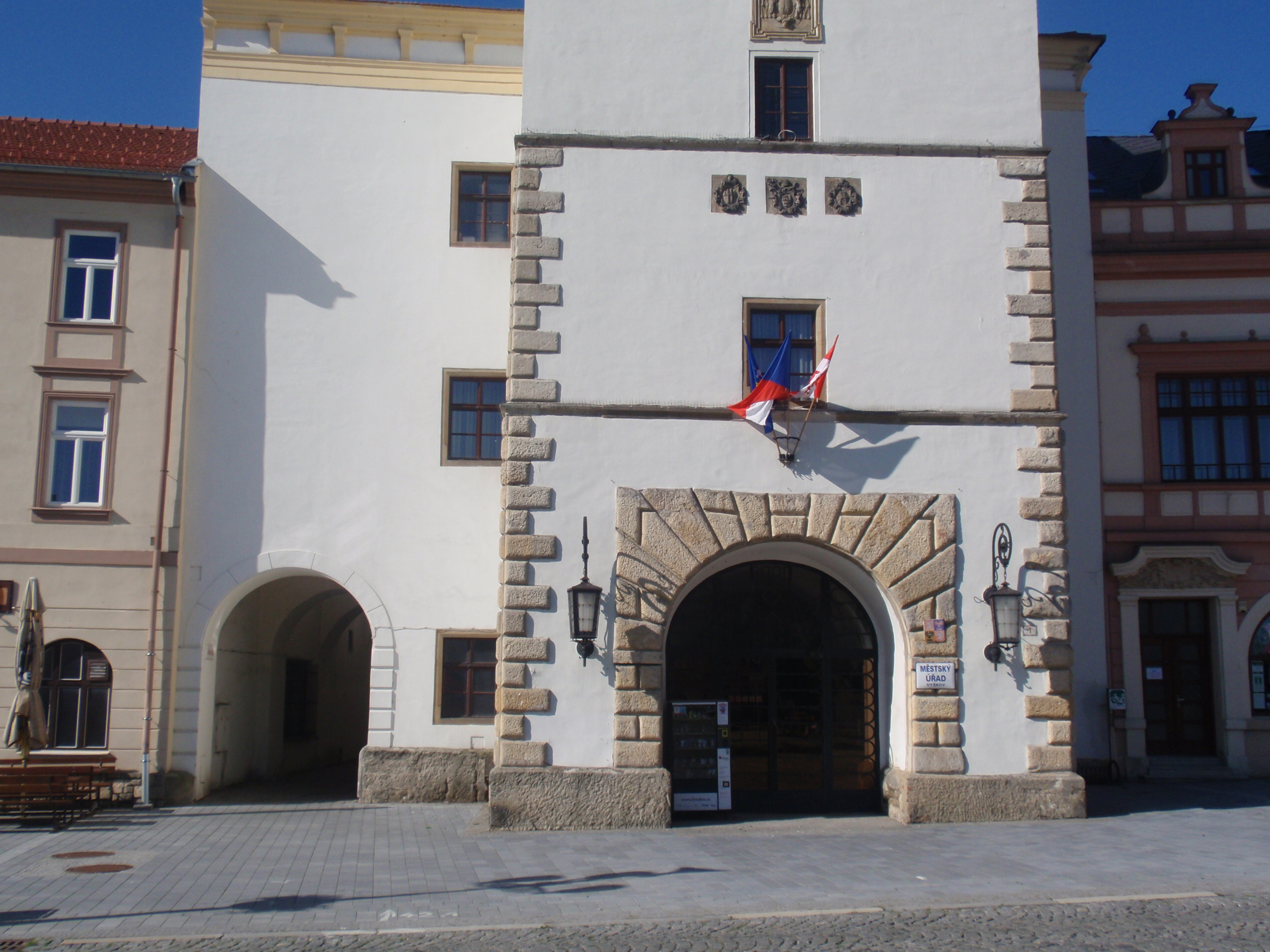
Vyvěšení moravské vlajky na budově radniční věže ve Vyškově 5. července 2020
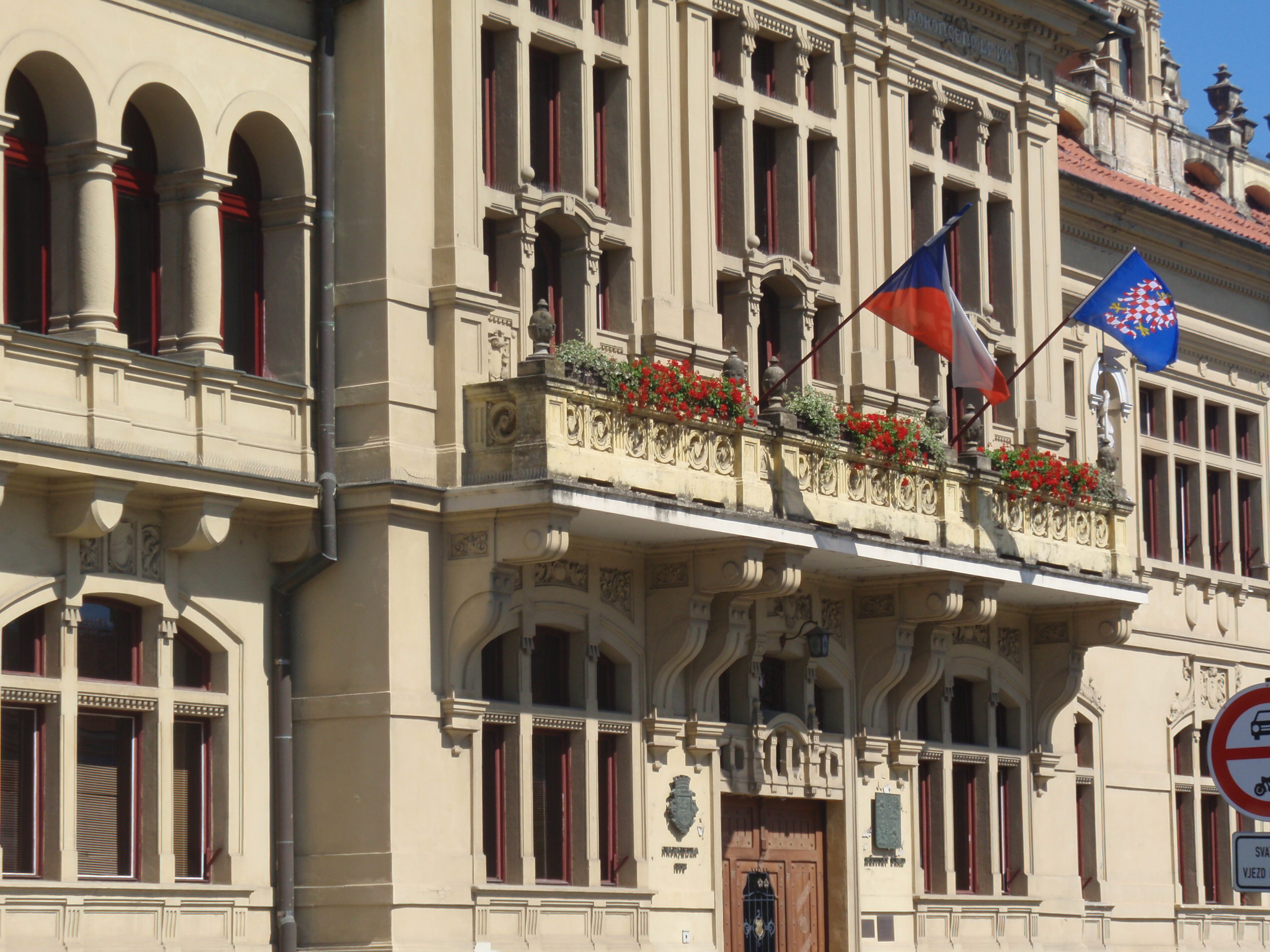
Vyvěšení moravské vlajky na budově Městského úřadu Napajedla 5. července 2020

### Vyvěšování v roce 2021
Poprvé se k iniciativě za vyvěšování moravské vlajky připojilo město Olomouc, které moravskou vlajku vyvěsilo společně s vlajkou České republiky na stožár před hlavním vchodem do olomoucké radnice na Horním náměstí v Olomouci.

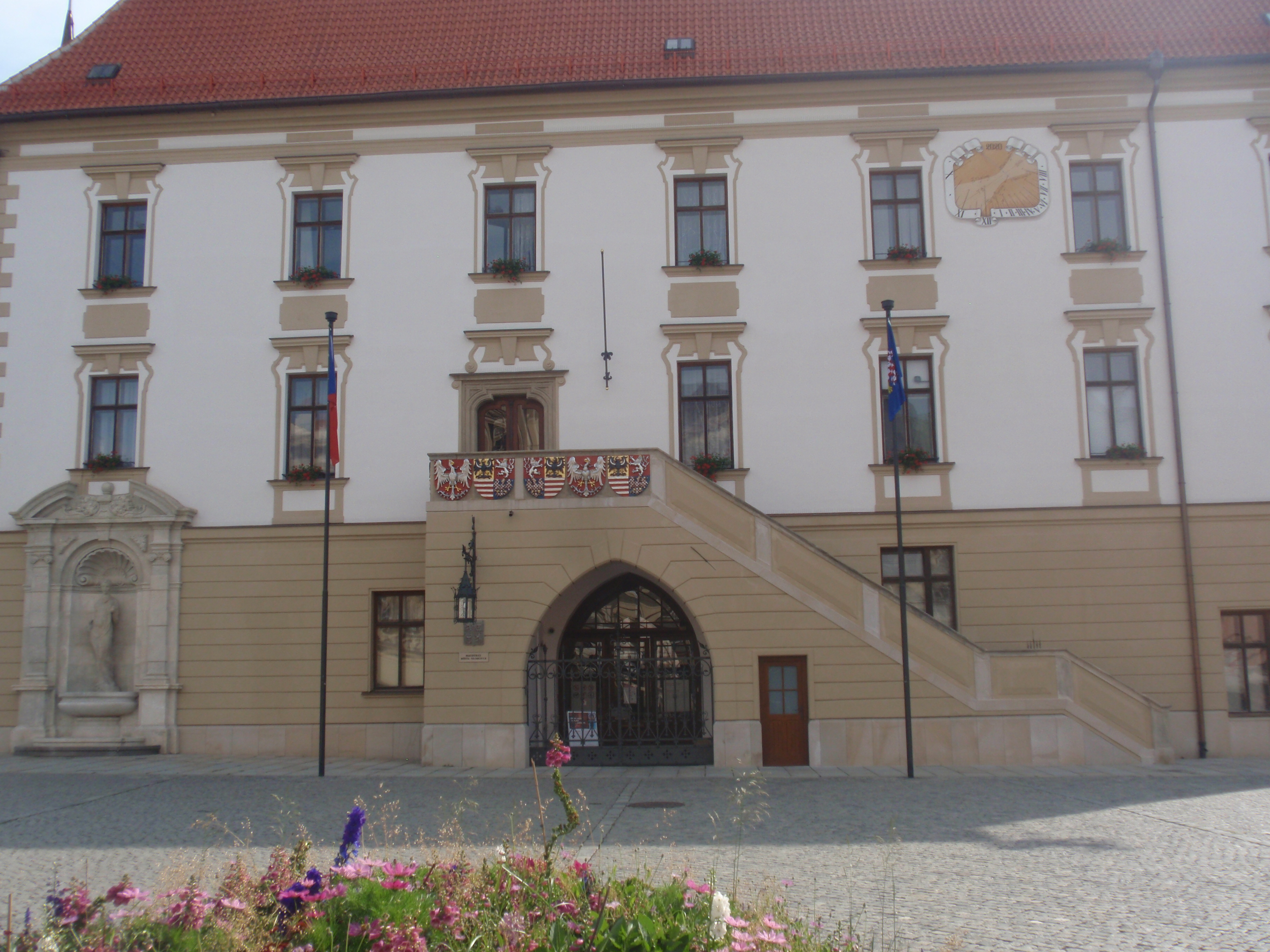
Vyvěšení moravské vlajky 5. července 2021 na stožáru před hlavním vchodem do radnice města Olomouce
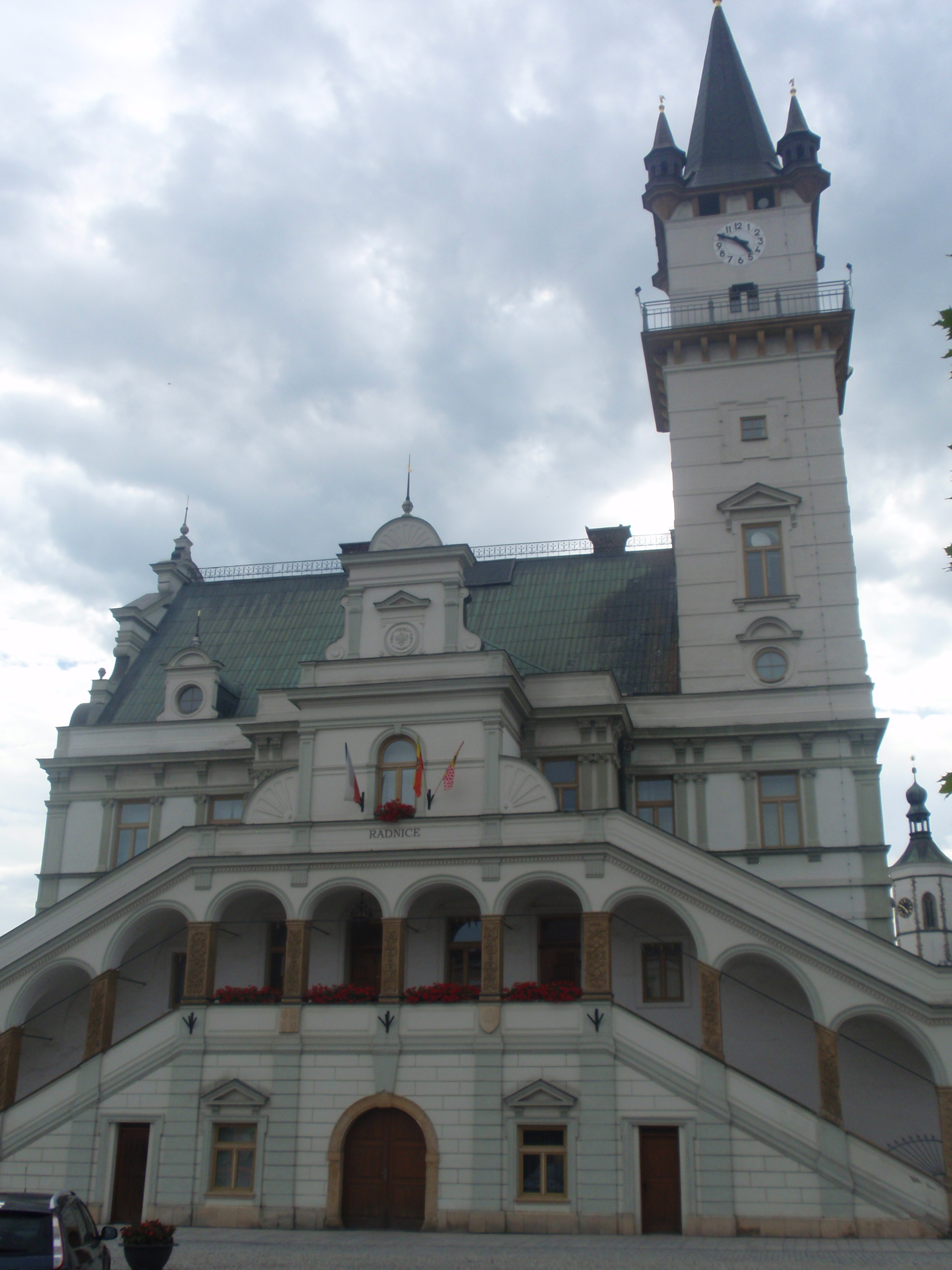
Vyvěšení žlutočervené bikolóry s červenožlutě šachovanou orlicí se žlutou korunou a zbrojí v modrém poli štítu uprostřed listu vlajky na budově radnice v Uničově 5. července 2021
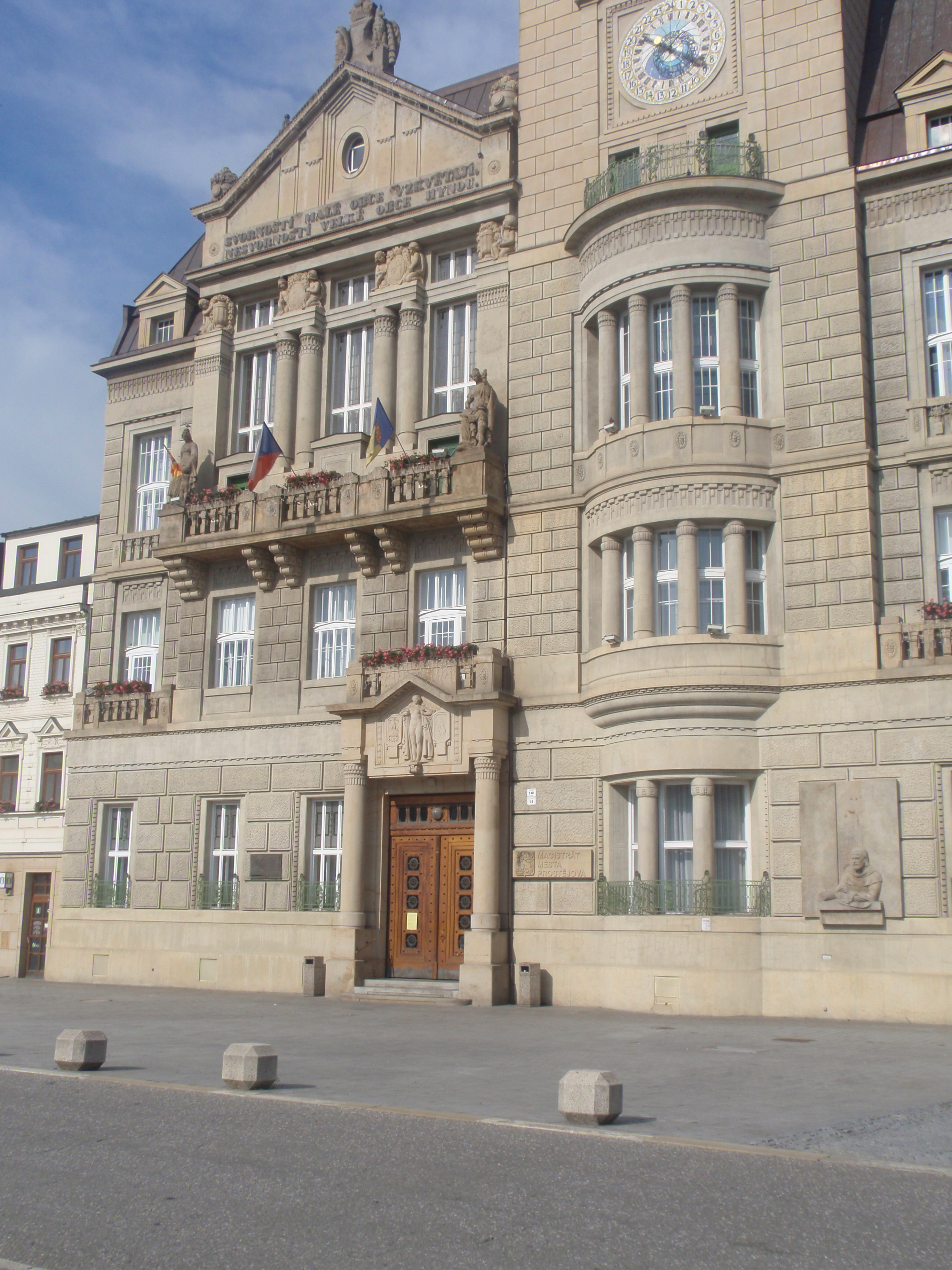
Vyvěšení žlutočervené bikolóry s červenožlutě šachovanou orlicí se žlutou korunou a zbrojí v modrém poli štítu uprostřed listu vlajky na budově radnice v Prostějově 5. července 2021
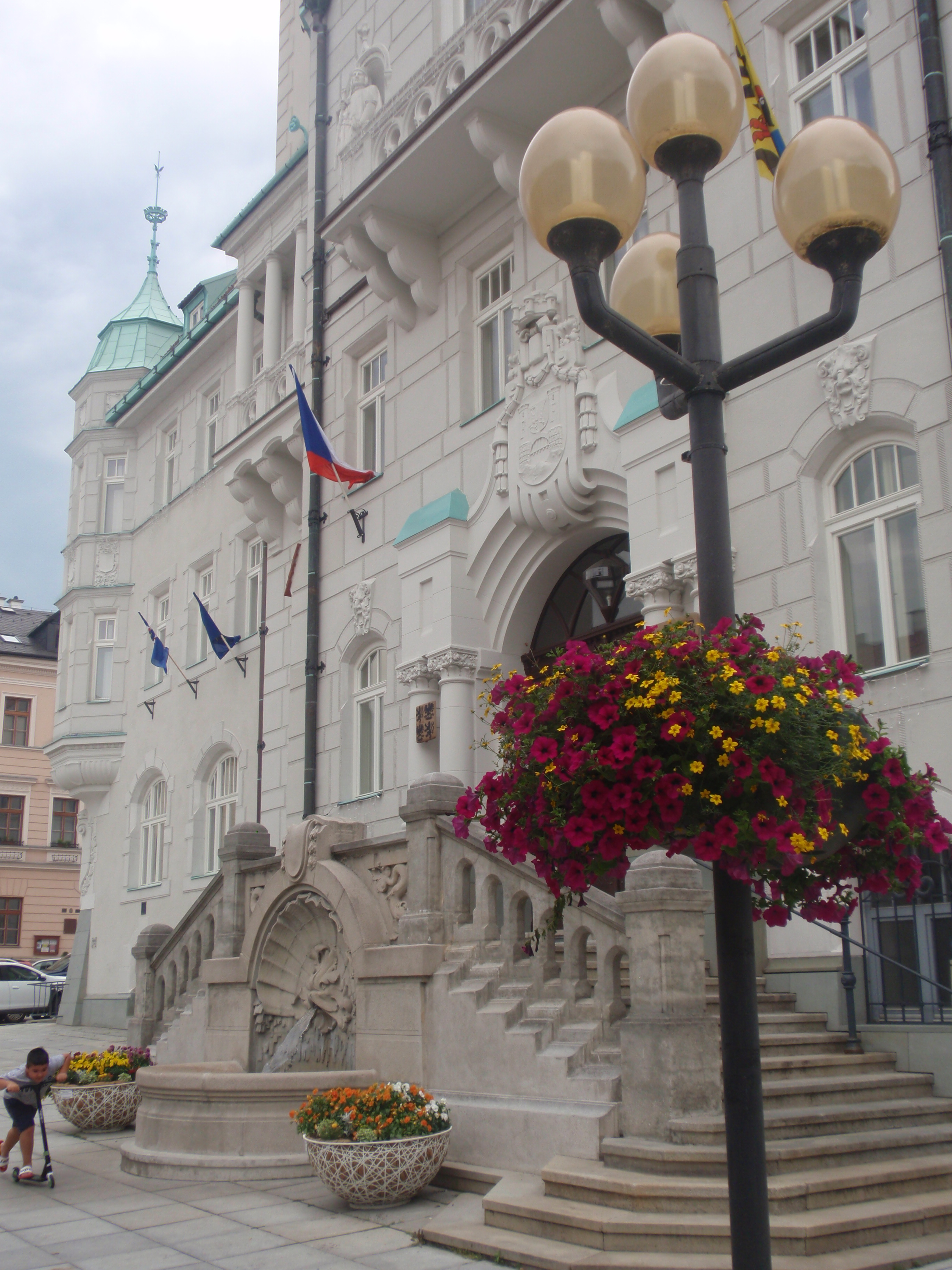
Vyvěšení moravské vlajky na budově radnice v Šumperku 5. července 2021

#### Žehnání moravského praporu 5. července 2021 v Ráječku
Při poutní mši svaté konané v obecní kapli sv. Cyrila a Metoděje v Ráječku byla zábřežským místoděkanem P. Františkem Eliášem 5. července 2021 požehnána moravská vlajka. Vyšívaný prapor byl zhotoven pro město Zábřeh a bude společně s vlajkou České republiky a vlajkou Evropské unie dodávat slavnostní a jedinečný ráz zasedací místnosti zábřežského městského úřadu: "V Zábřeže jsme patrioti, máme novou ručně vyšívanou vlajku Moravy!".

### Vyvěšování v roce 2022

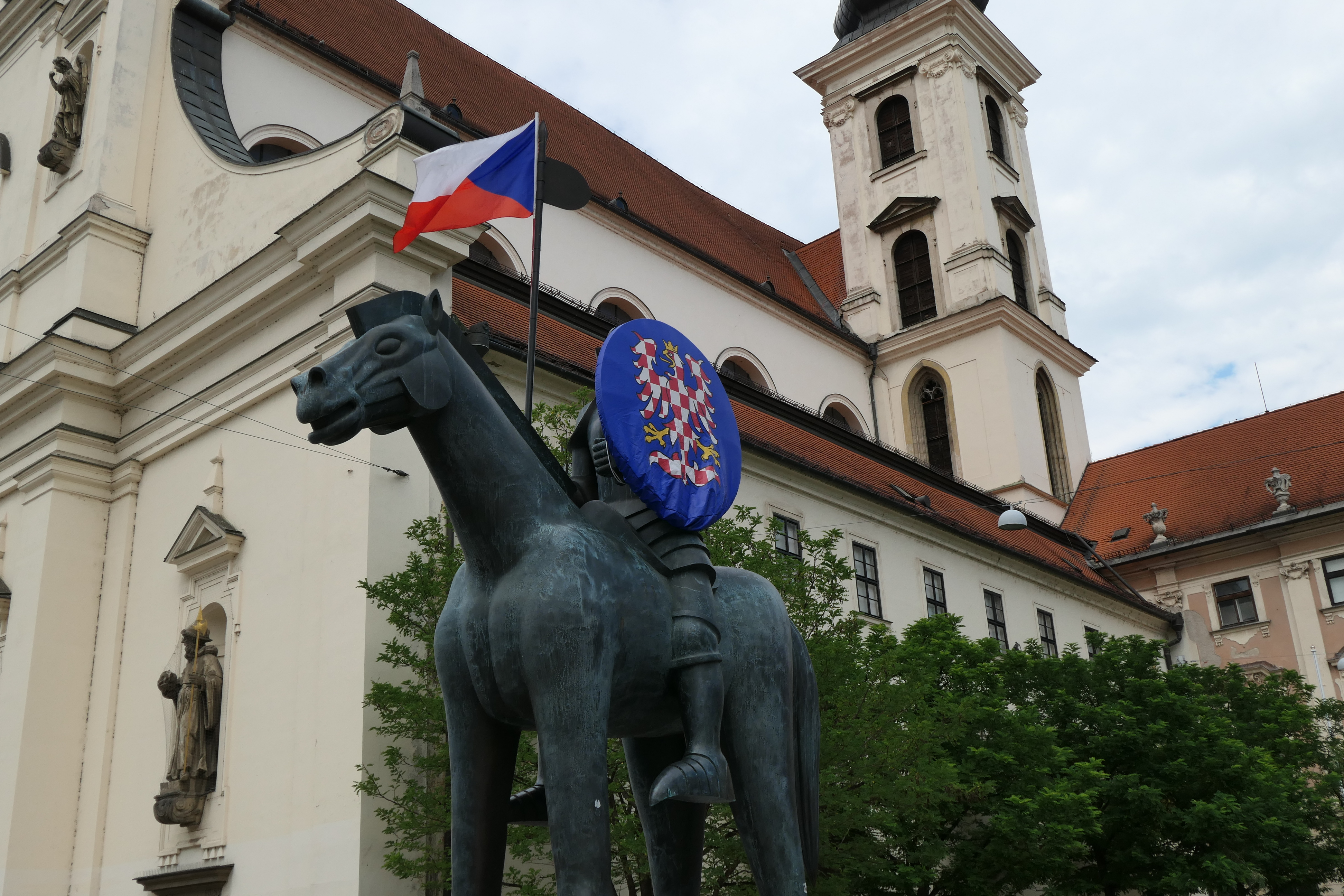
Jezdecká socha Jošta Moravského na Moravském náměstí v Brně 4. července 2022 s návlekem štítu se znakem Moravy a vlajkou České republiky upevněnou na kopí

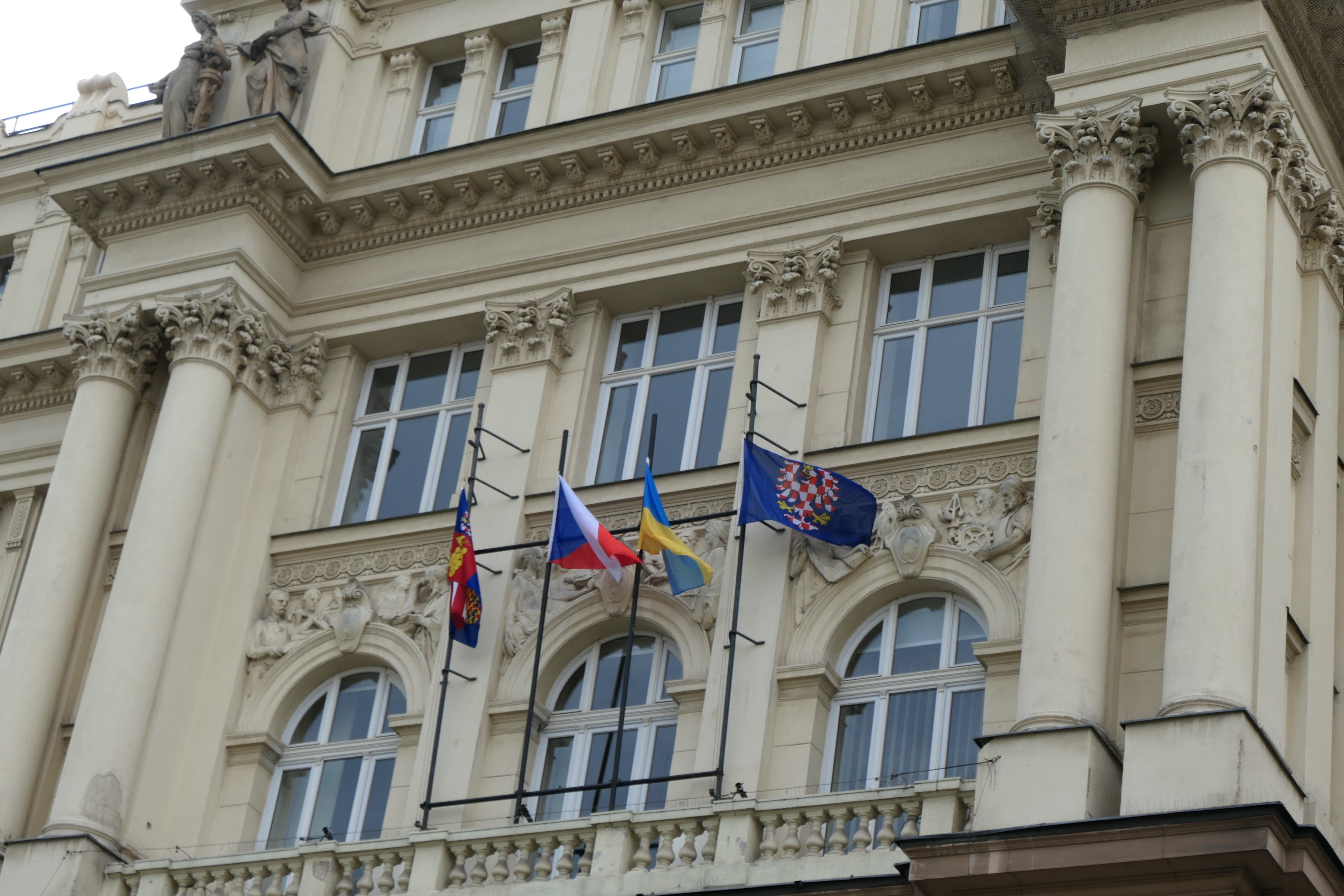
Moravská vlajka vyvěšená na sídle krajského úřadu Jihomoravského kraje na Žerotínově náměstí v Brně 4. července 2022

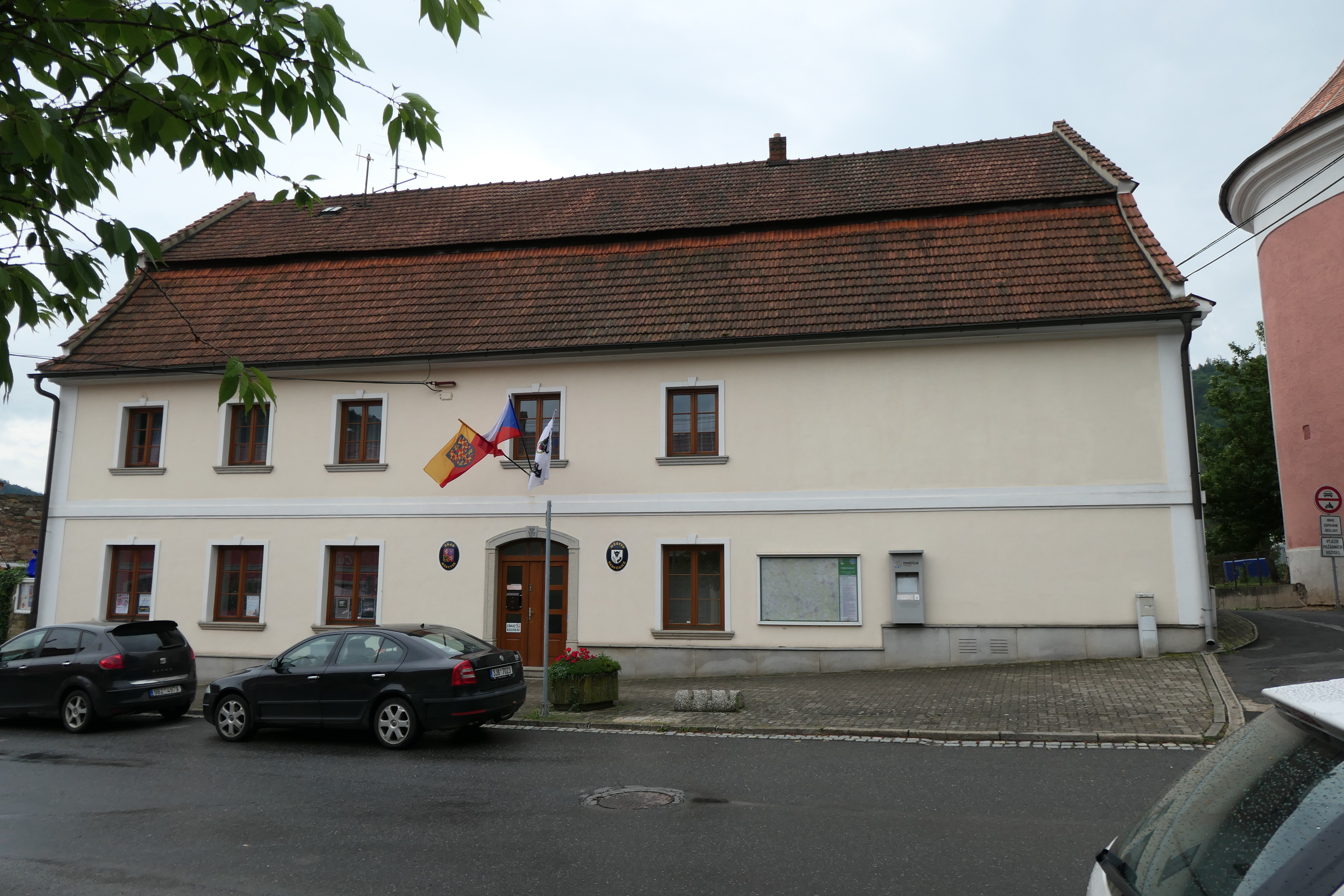
Vyvěšení žlutočervené bikolóry s červenožlutě šachovanou orlicí se žlutou korunou a zbrojí v modrém poli štítu uprostřed listu vlajky na budově radnice v Nedvědici 5. července 2022
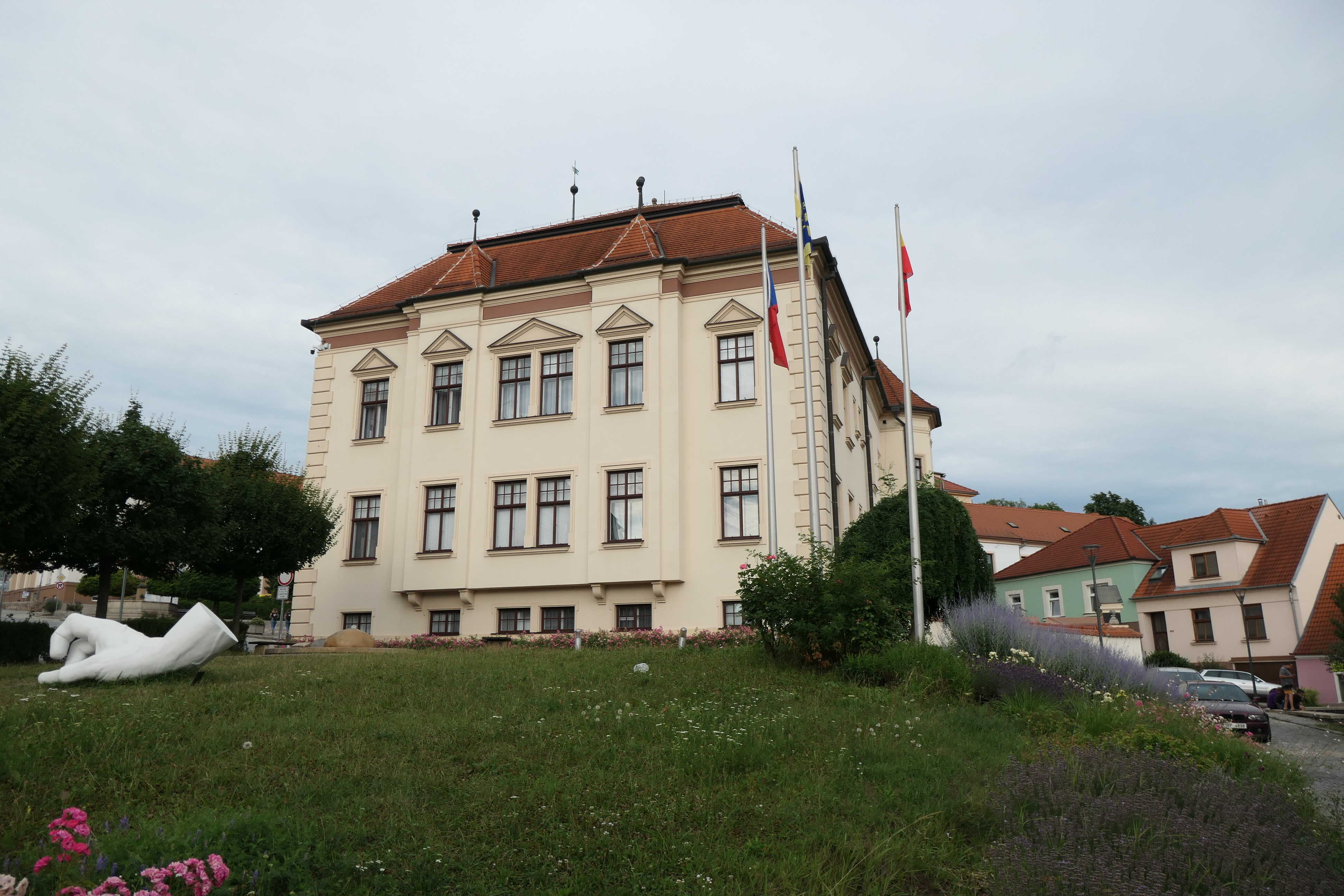
Vyvěšení žlutočervené bikolóry s červenožlutě šachovanou orlicí se žlutou korunou a zbrojí modrém poli štítu uprostřed listu vlajky na budově radnice v Tišnově 5. července 2022
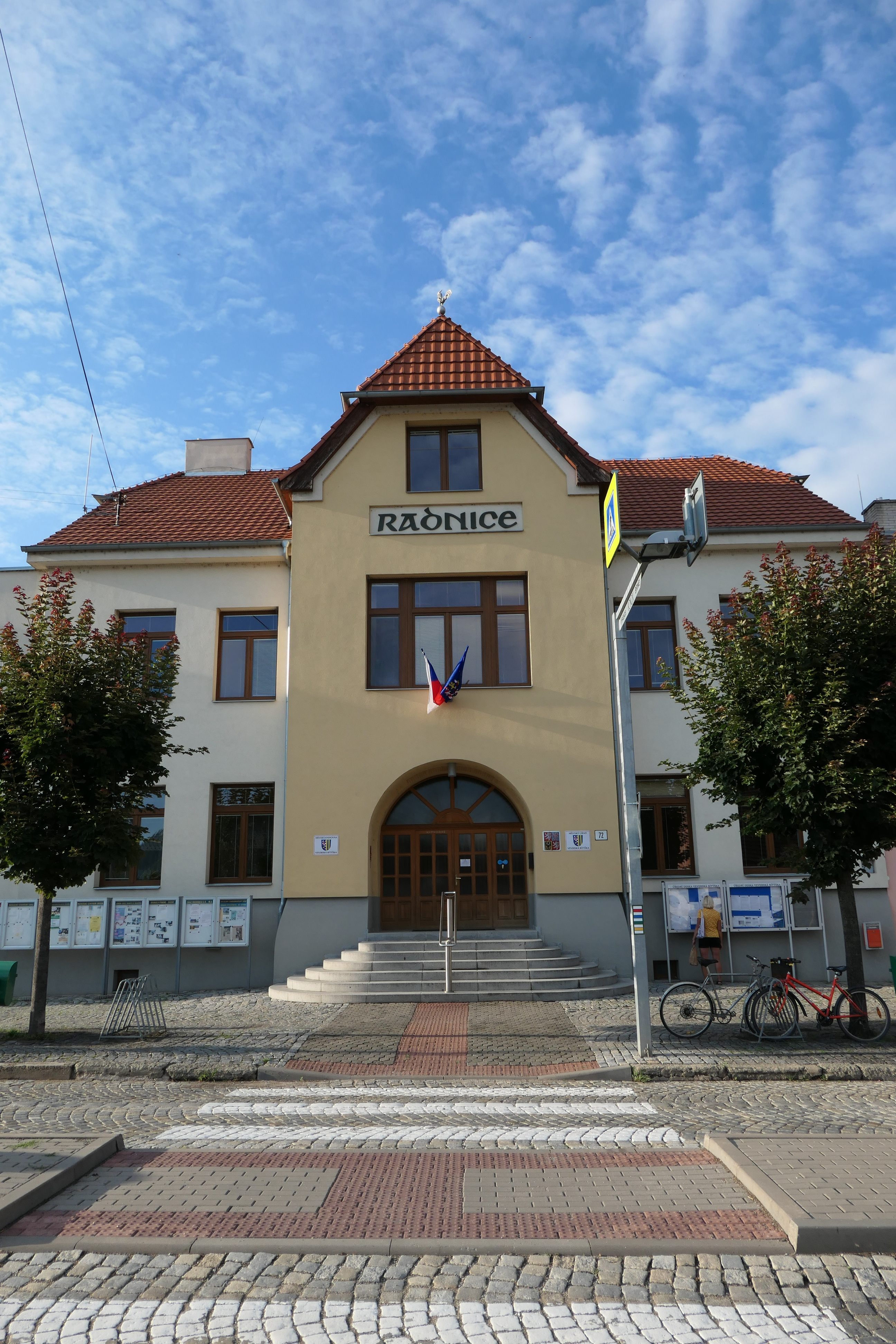
Vyvěšení moravské vlajky na budově radnice ve Veverské Bítýšce 5. července 2022
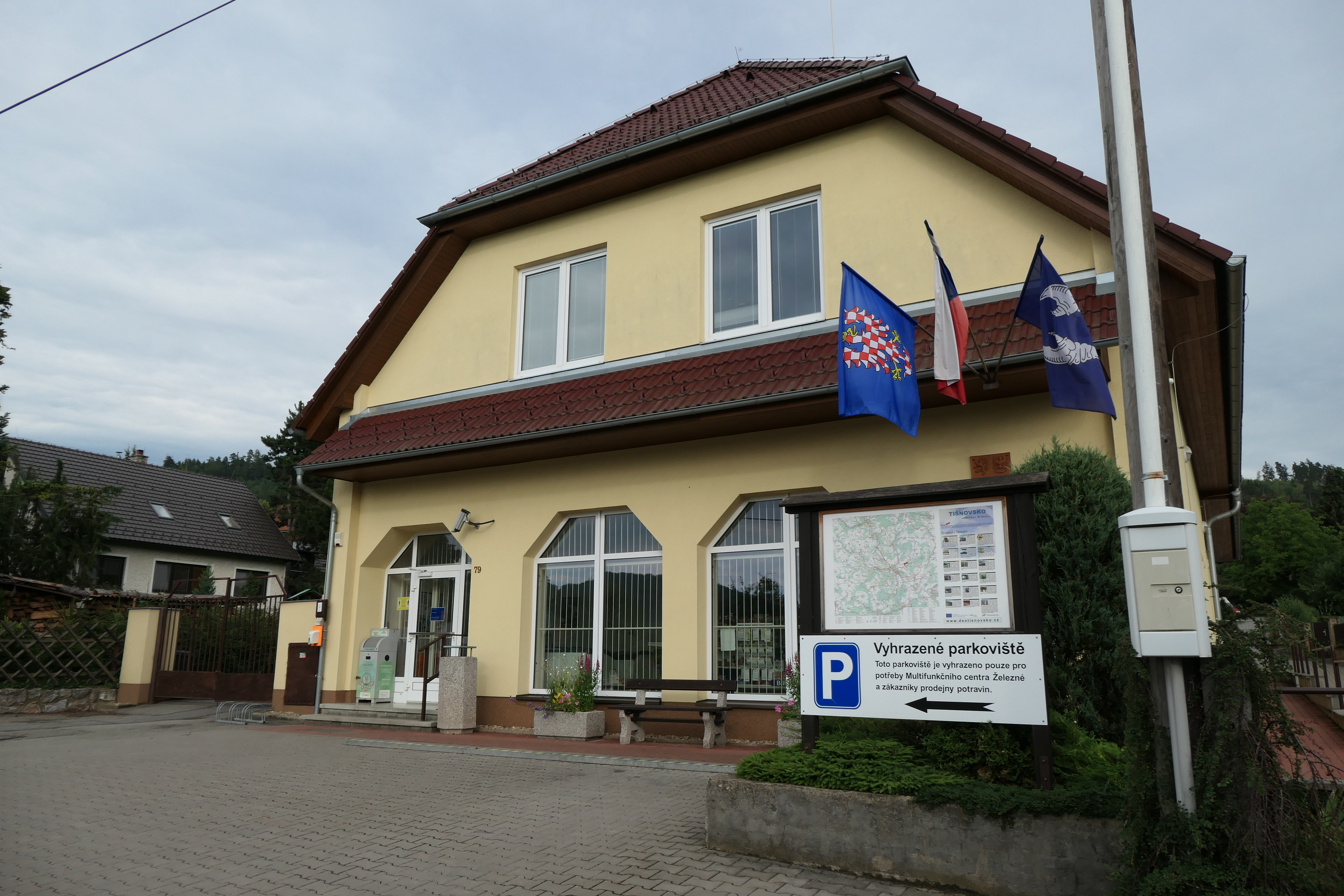
Vyvěšení moravské vlajky na budově obecního úřadu v Železném 5. července 2022

#### Hrady a zámky
Moravskou vlajku je možno 5. července vidět vlát i na stožárech některých moravských hradů.

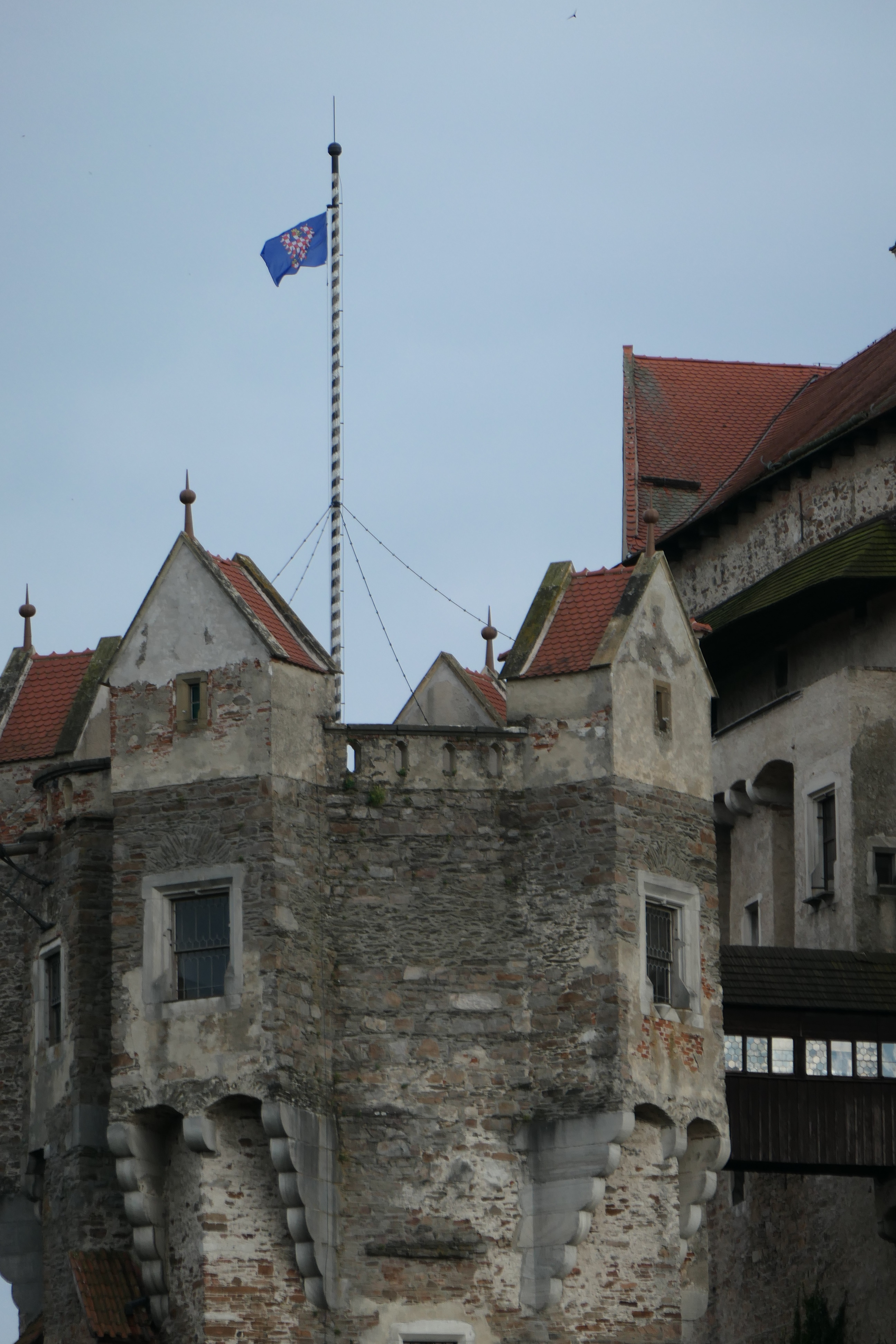
Vyvěšení moravské vlajky na věži hradu Pernštejna 5. července 2022
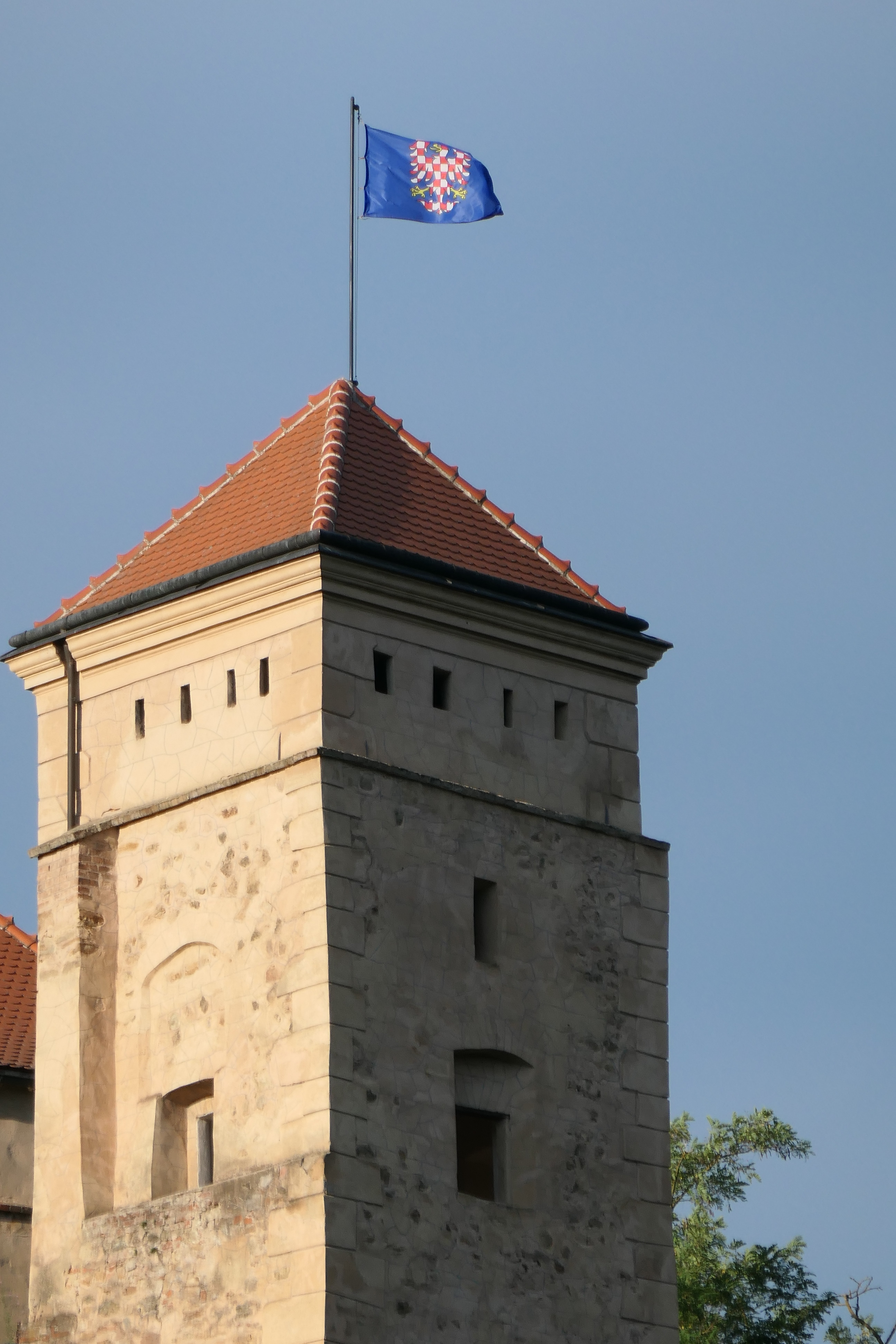
Vyvěšení moravské vlajky na věži hradu Veveří 5. července 2022

### Vyvěšování v roce 2023

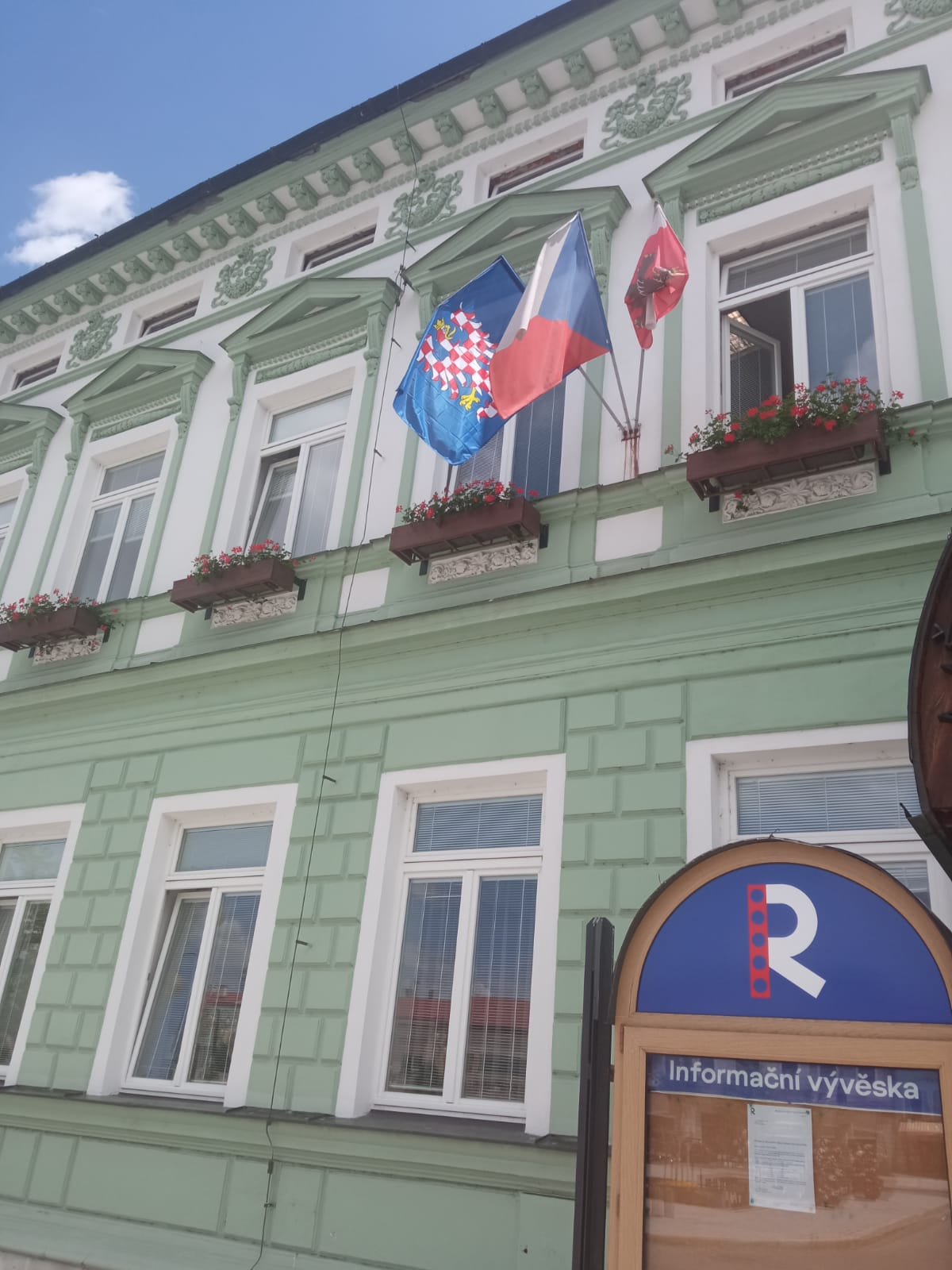
Vyvěšení moravské vlajky na budově radnice v Rožnově pod Radhoštěm 4. července 2023
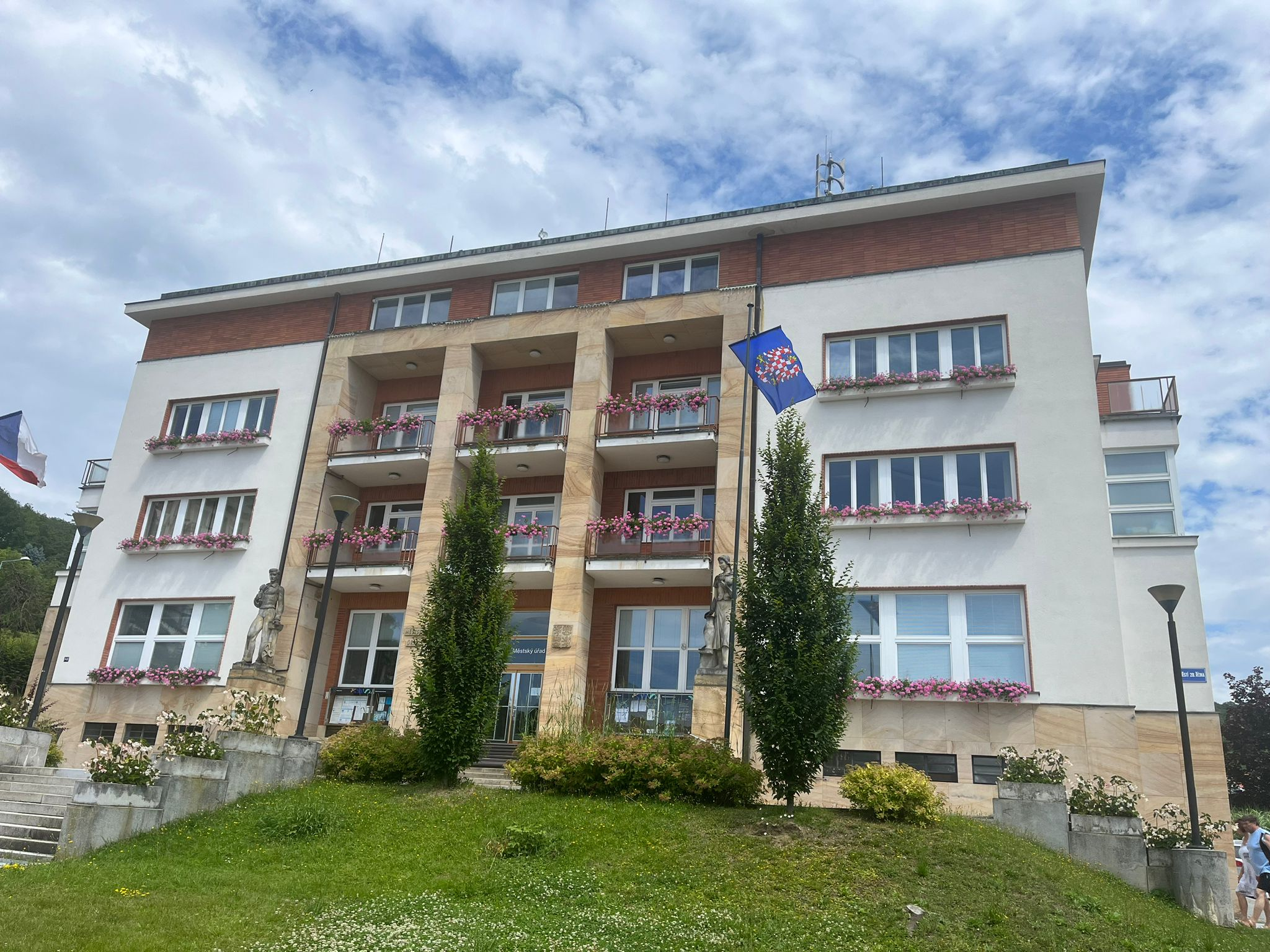
Vyvěšení moravské vlajky před radnicí v Luhačovicích 4. července 2023
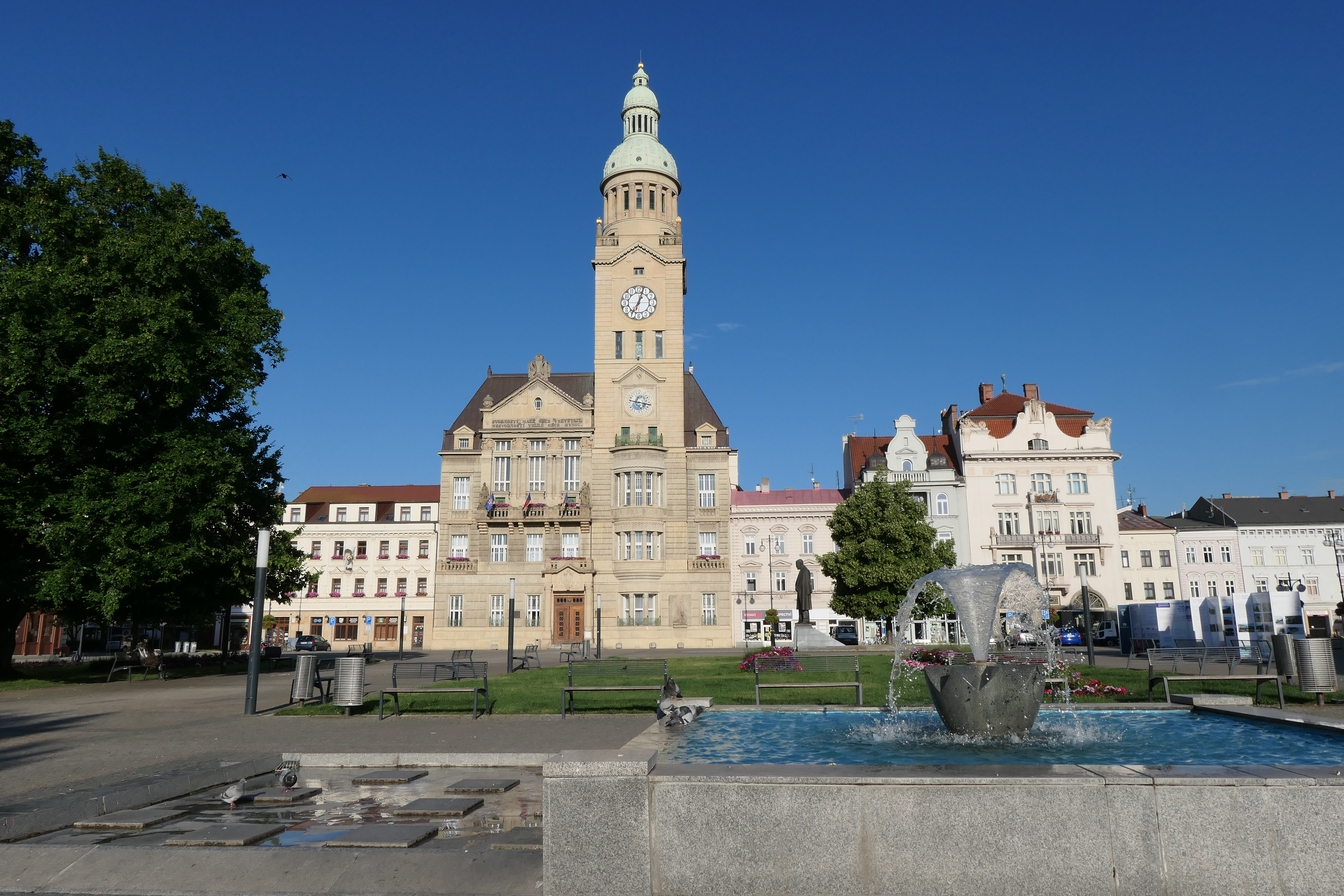
Vyvěšení moravské vlajky na budově radnice v Prostějově 5. července 2023
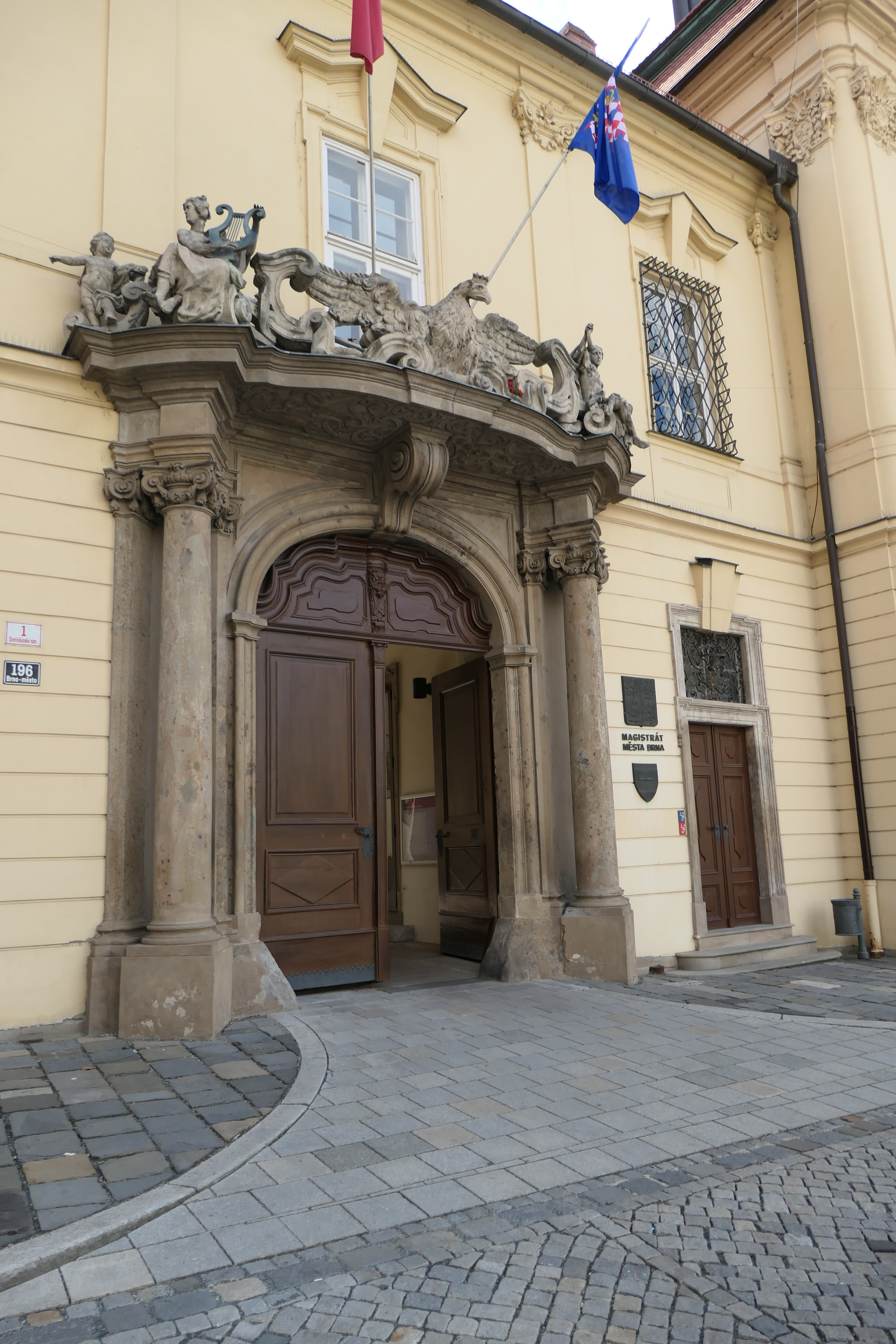
Vyvěšení moravské vlajky na budově radnice v Brně (Magistrát města Brna) 4. července 2023
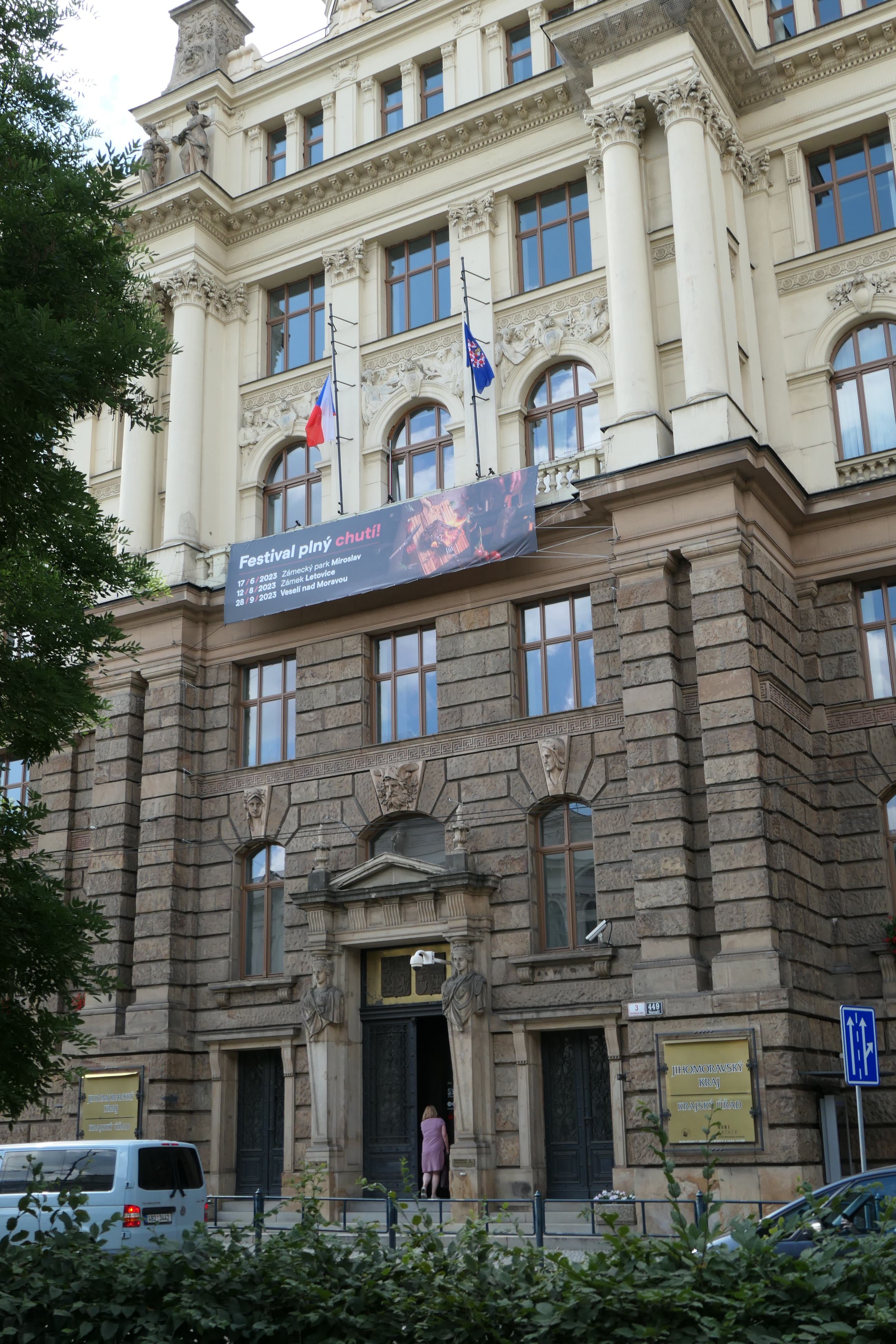
Vyvěšení moravské vlajky na sídle Jihomoravského kraje v Brně 4. července 2023
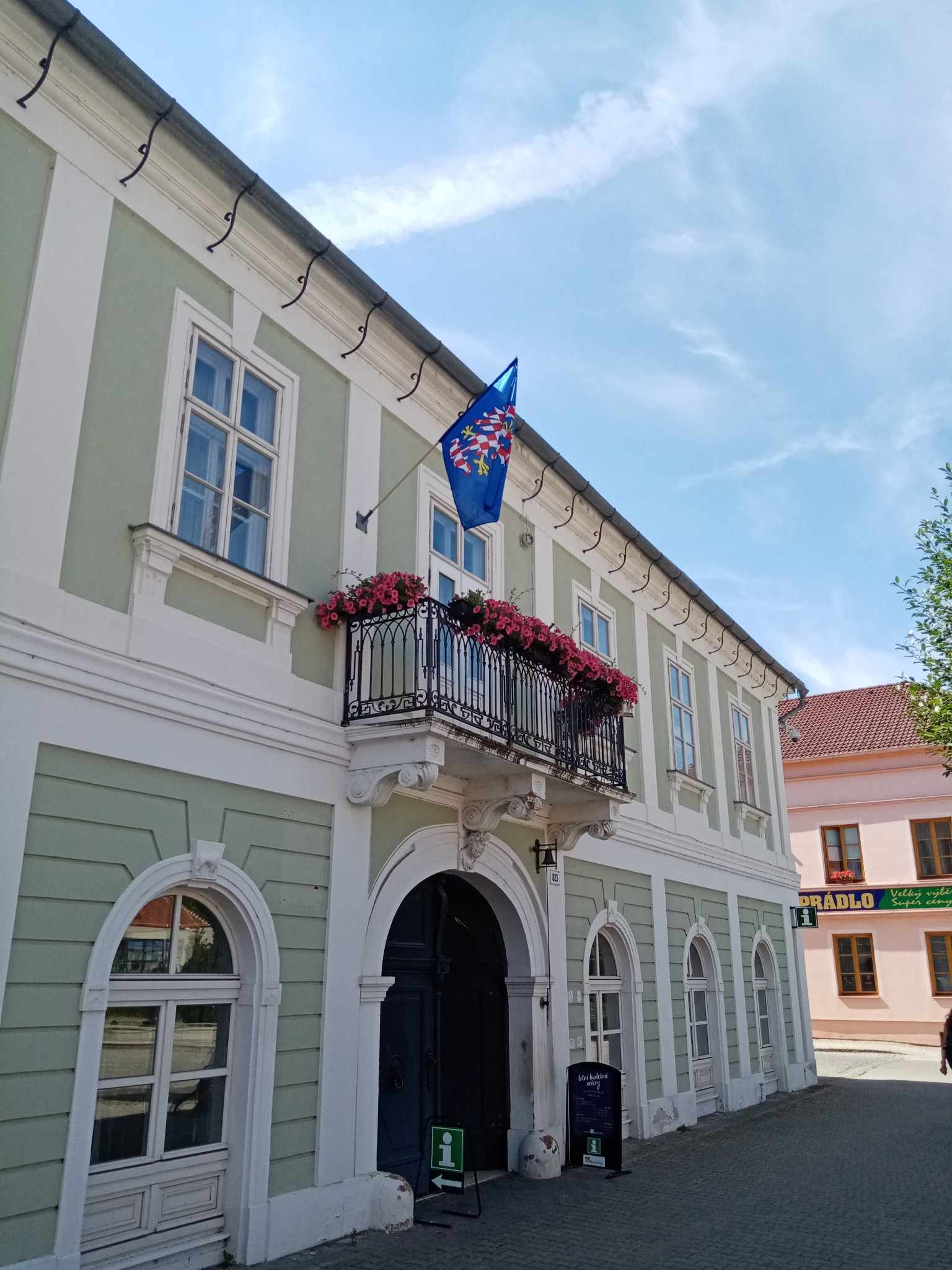
Vyvěšení moravské vlajky na budově radnice v Bučovicích 4. července 2023

Starosta Luhačovic, které občanům vyvěšením vlajky v Den slovanských věrozvěstů Cyrila a Metoděje chtěly připomenout nejen státní a moravský svátek, ale i 1 201 let od první písemné zmínky o Moravanech z roku 822, Marian Ležák k vyvěšení moravské vlajky řekl: „Luhačovice tento svátek podporují pravidelně a jsem rád, že patříme k městům, které modrou moravskou vlajku vyvěšují."

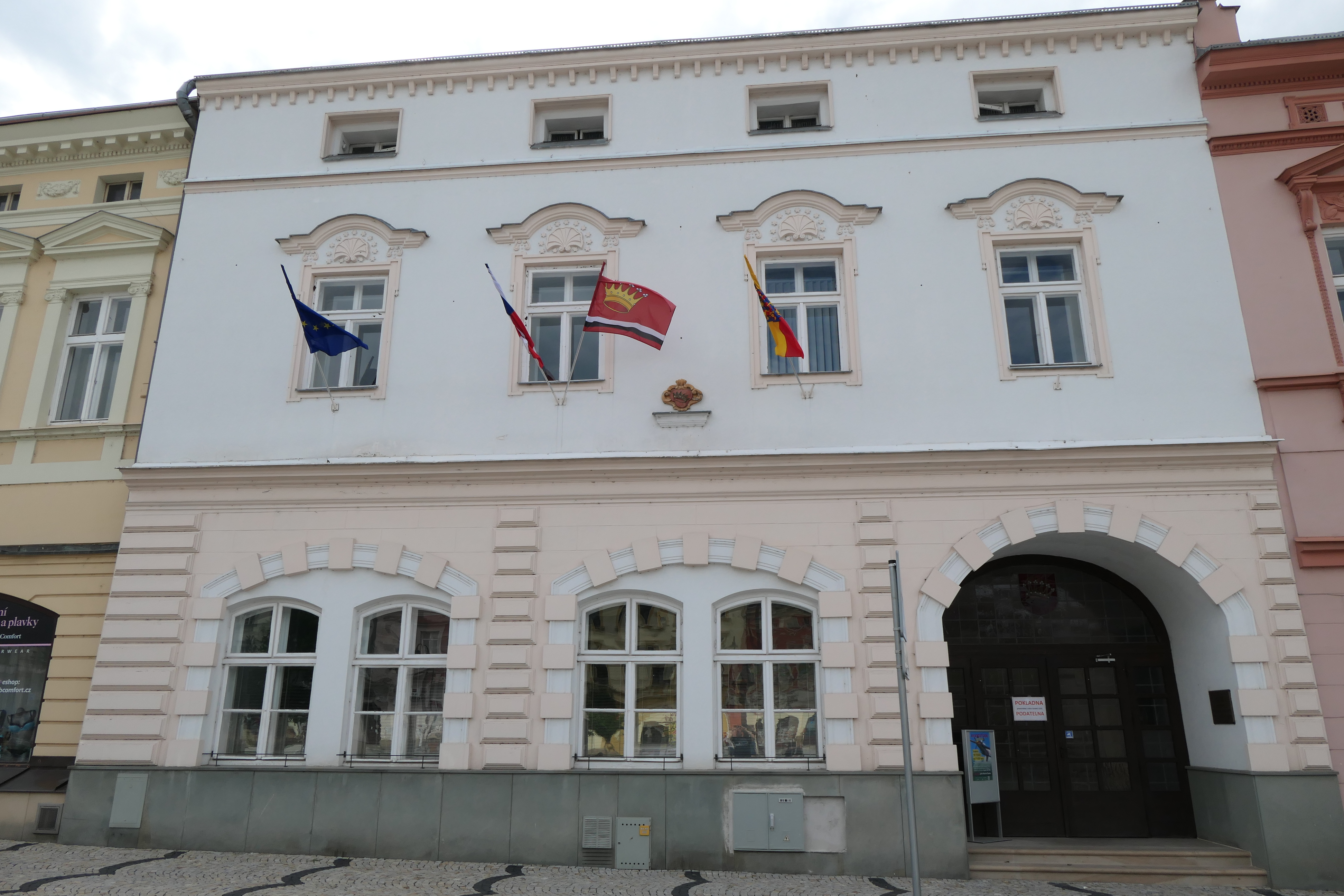
Vyvěšení žlutočervené bikolóry s červenožlutě šachovanou orlicí se žlutou korunou a zbrojí a se žlutým jazykem v modrém poli štítu uprostřed listu vlajky na budově radnice ve Valašském Meziříčí 5. července 2023
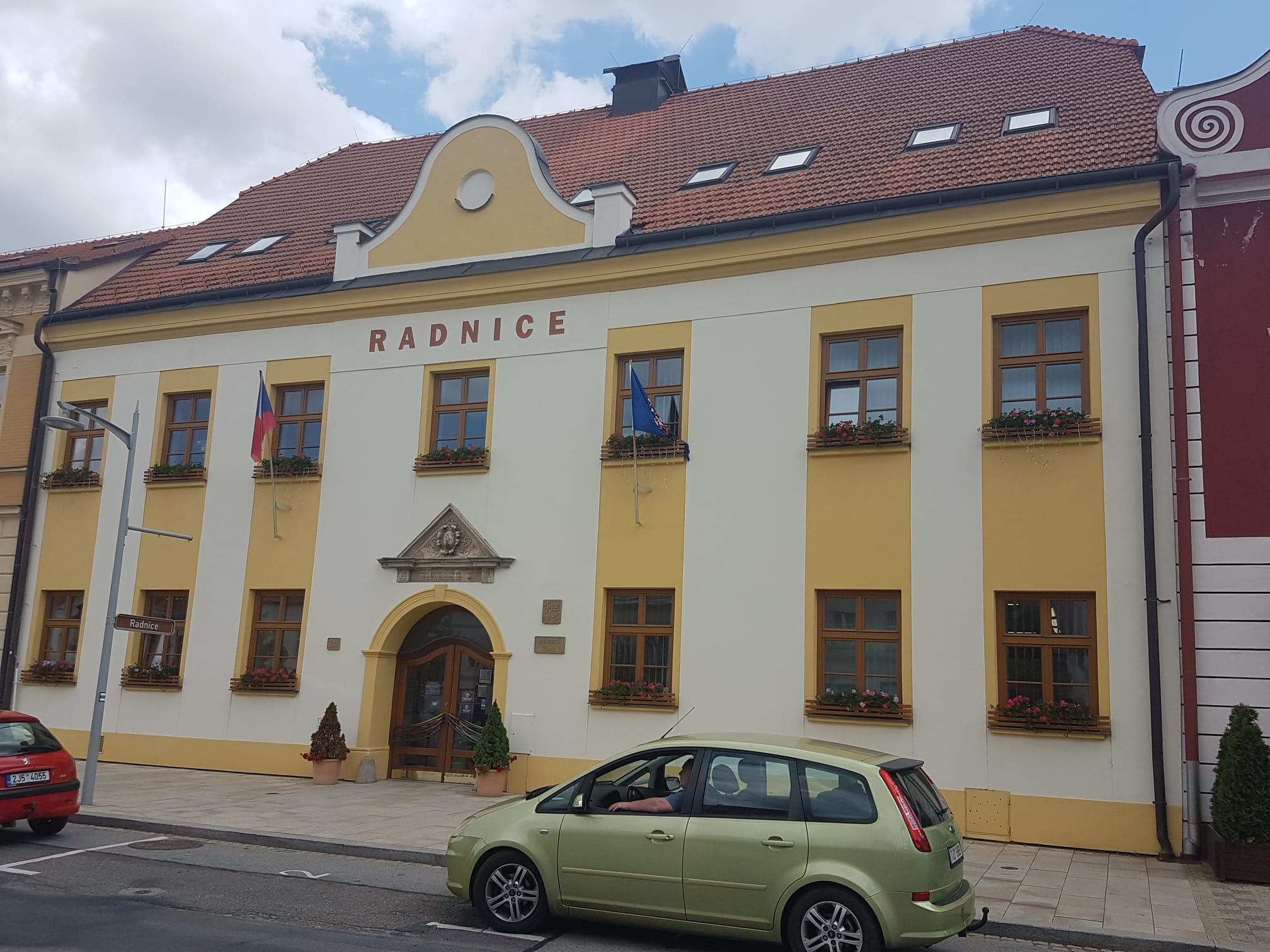
Vyvěšení moravské vlajky na budově radnice v Moravských Budějovicích 5. července 2023

### Vyvěšování v roce 2024

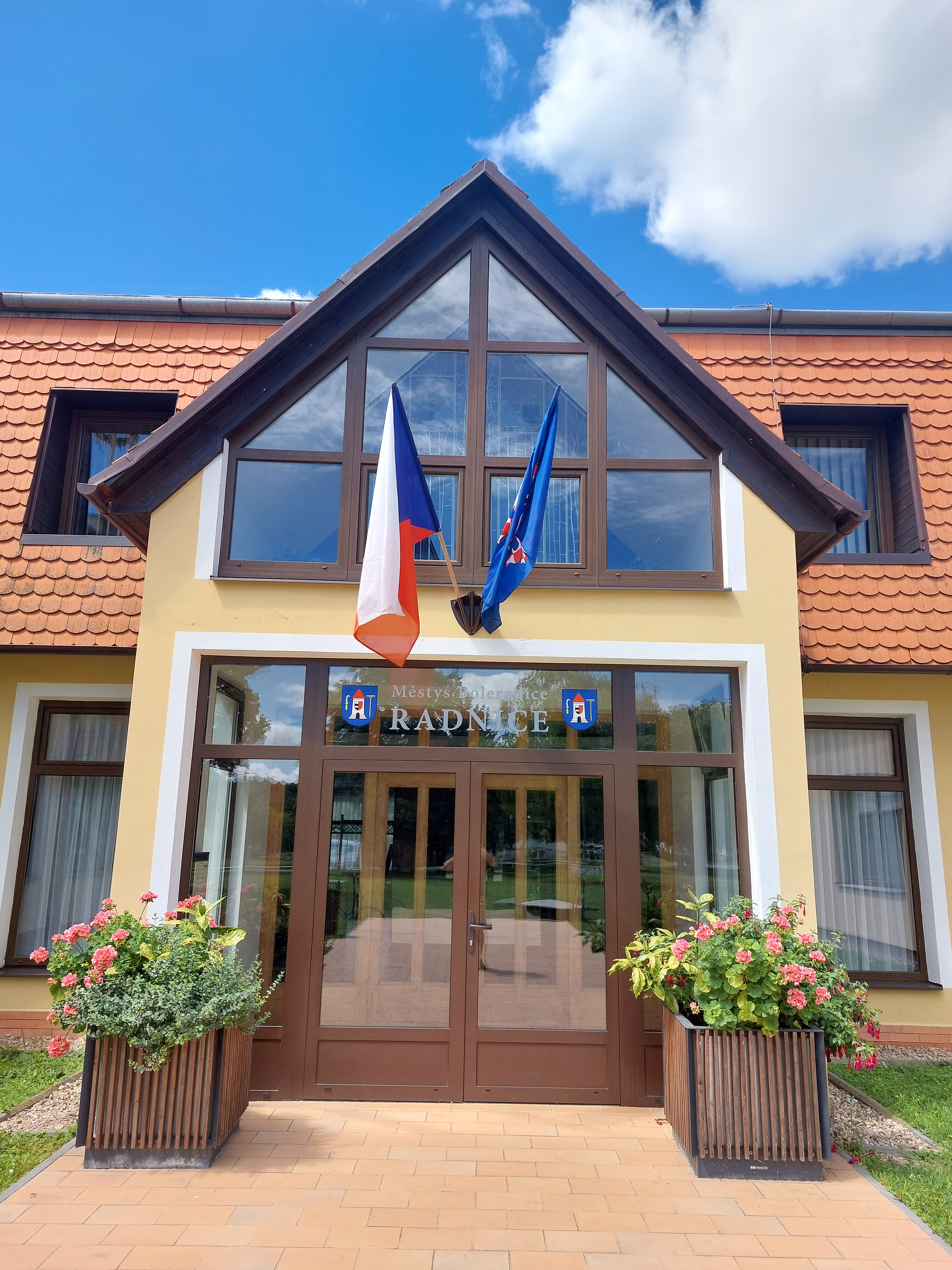
Vyvěšení moravské vlajky na budově radnice v Boleradicích 4. července 2024
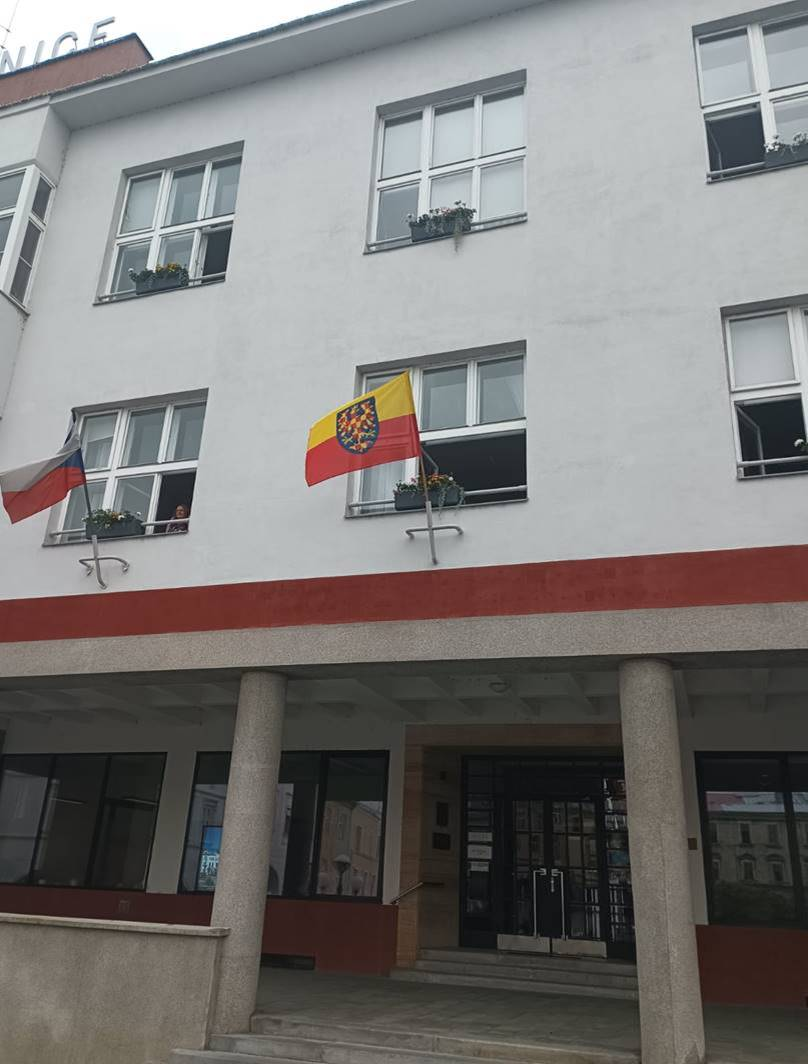
Vyvěšení žlutočervené bikolóry s červenožlutě šachovanou orlicí se žlutou korunou a zbrojí a se žlutým jazykem v modrém poli štítu uprostřed listu vlajky na budově radnice v Příboře 4. července 2024
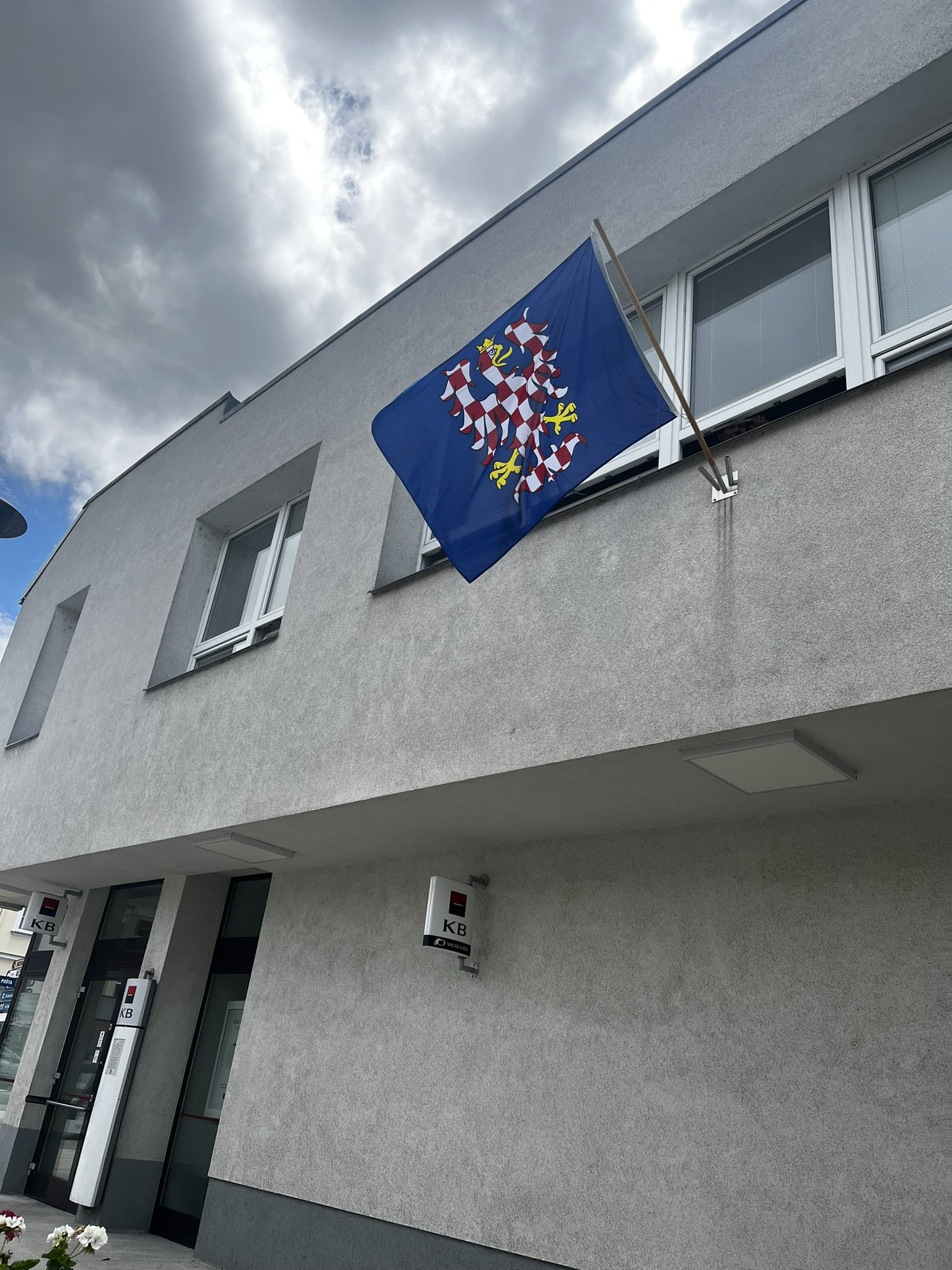
Vyvěšení moravské vlajky na budově městského úřadu ve Frenštátu pod Radhoštěm 4. července 2024
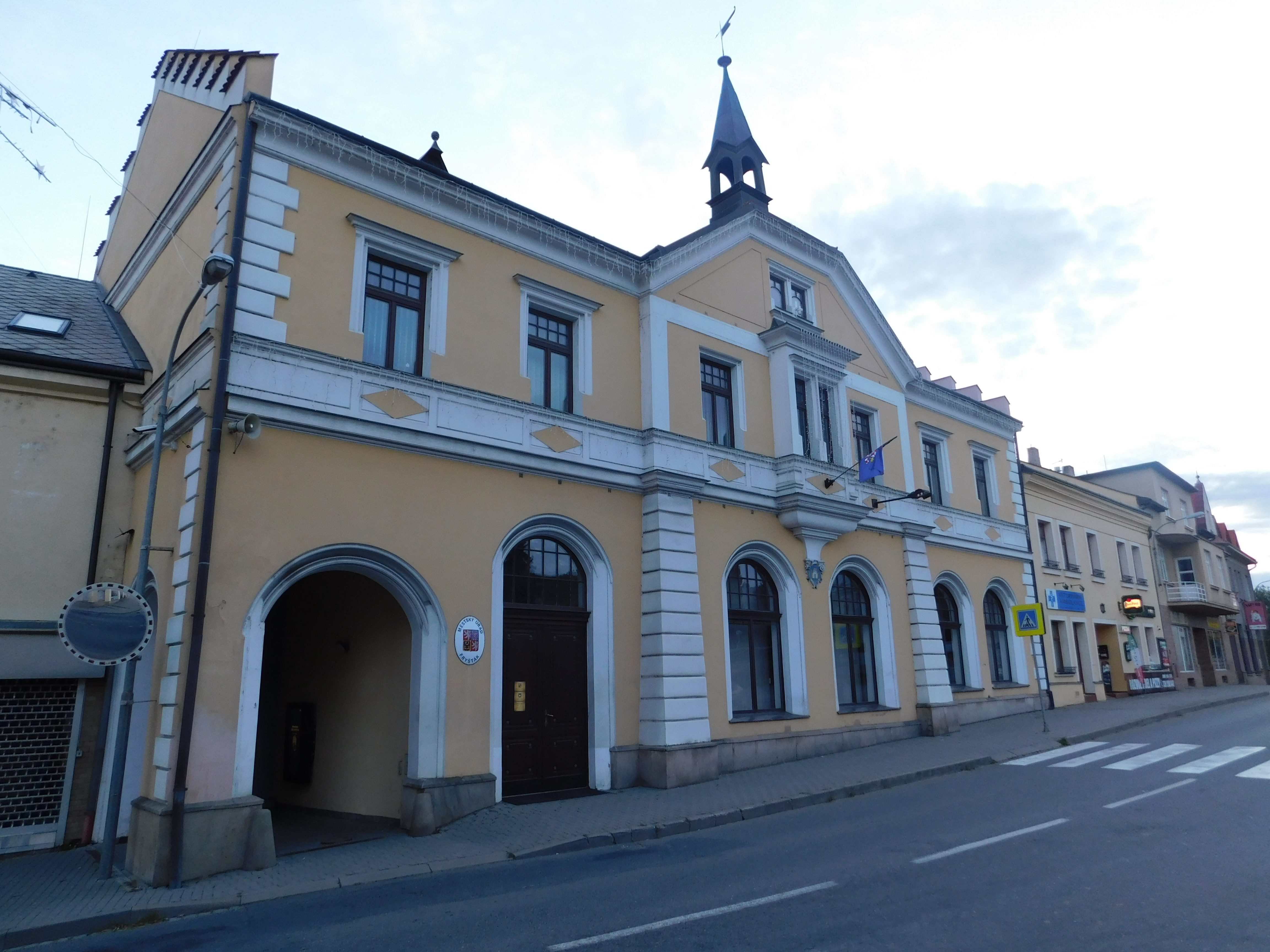
Vyvěšení moravské vlajky na budově městského úřadu ve Fryštáku 4. července 2024
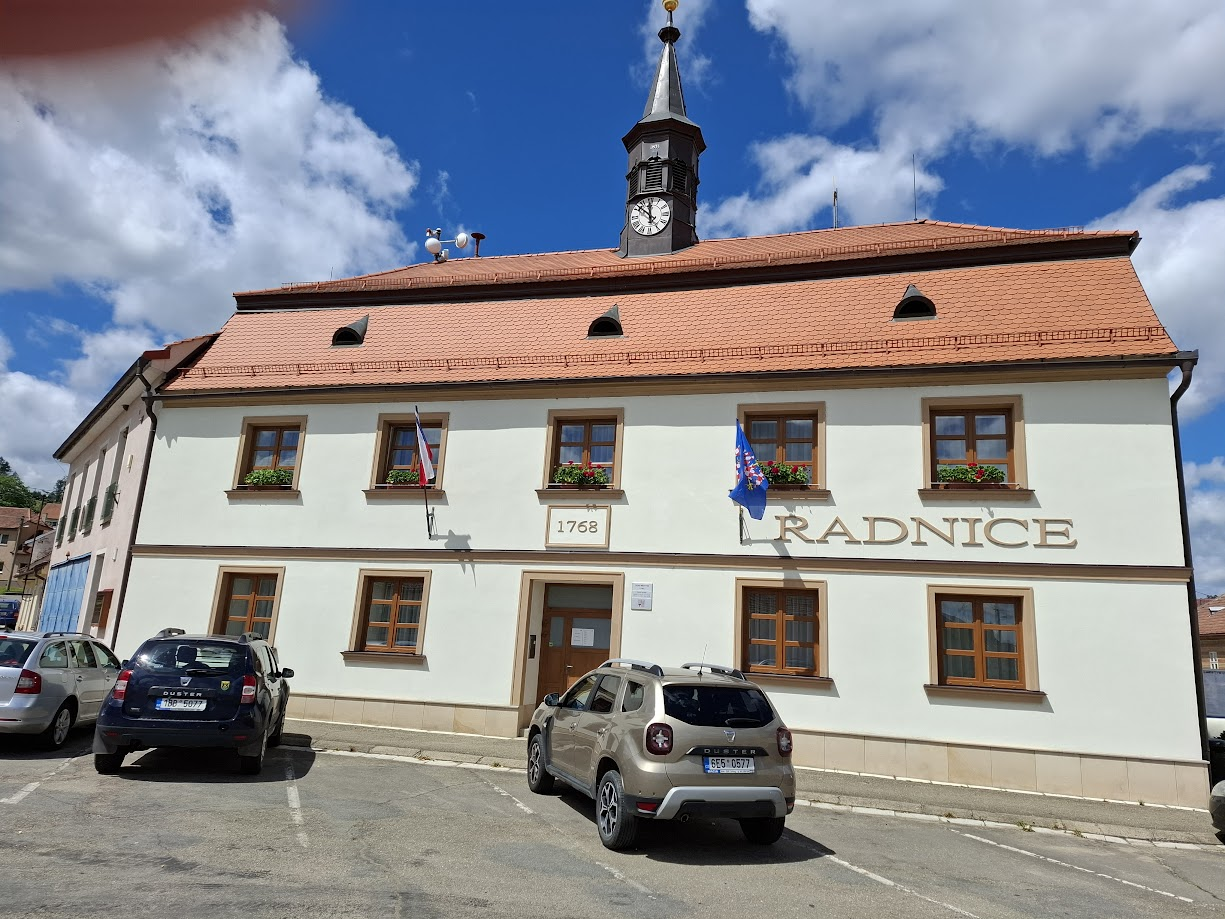
Vyvěšení moravské vlajky na budově radnice v Lysicích 4. července 2024

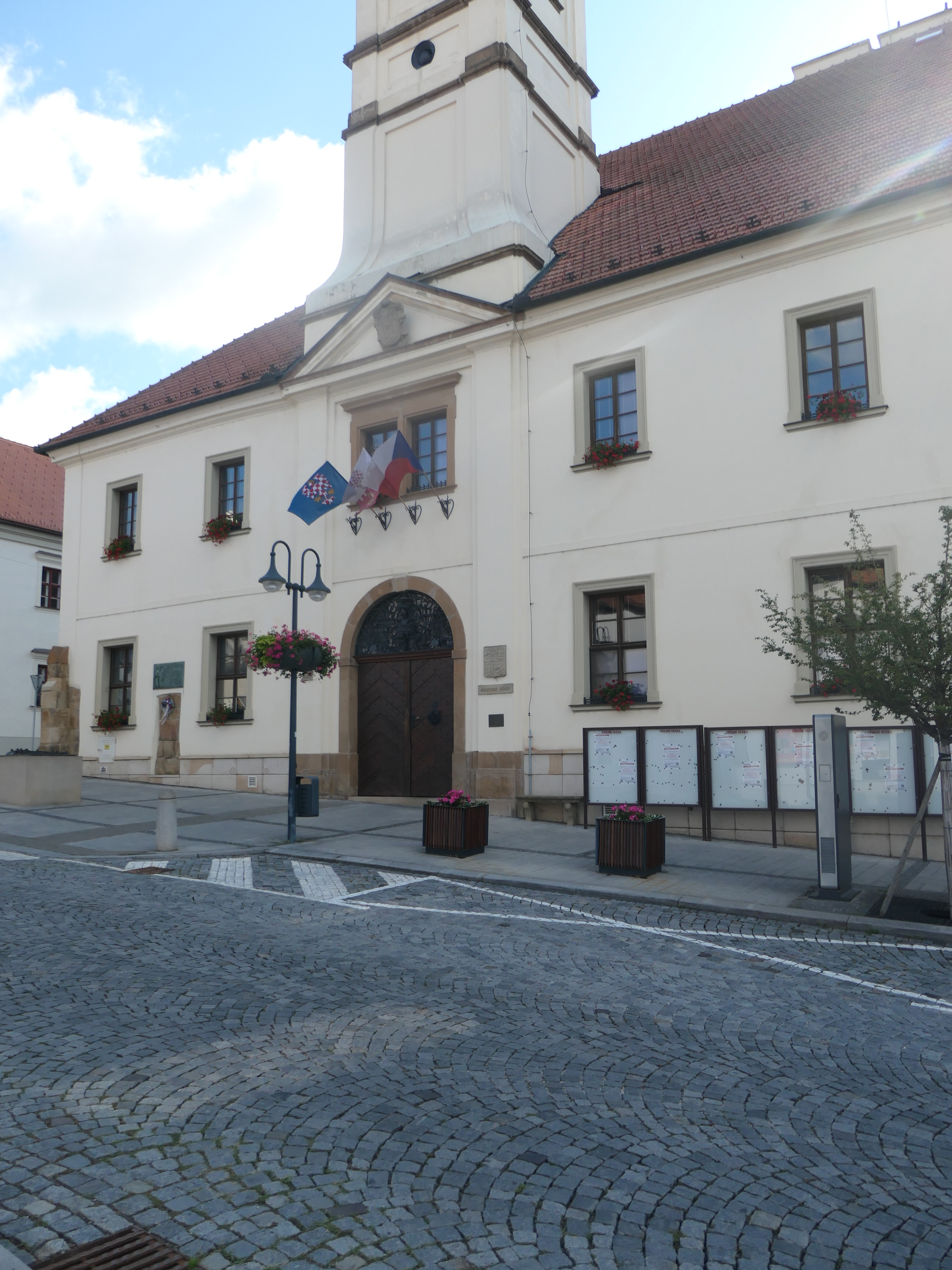
Vyvěšení moravské vlajky na budově radnice v Uherském Brodu 5. července 2024
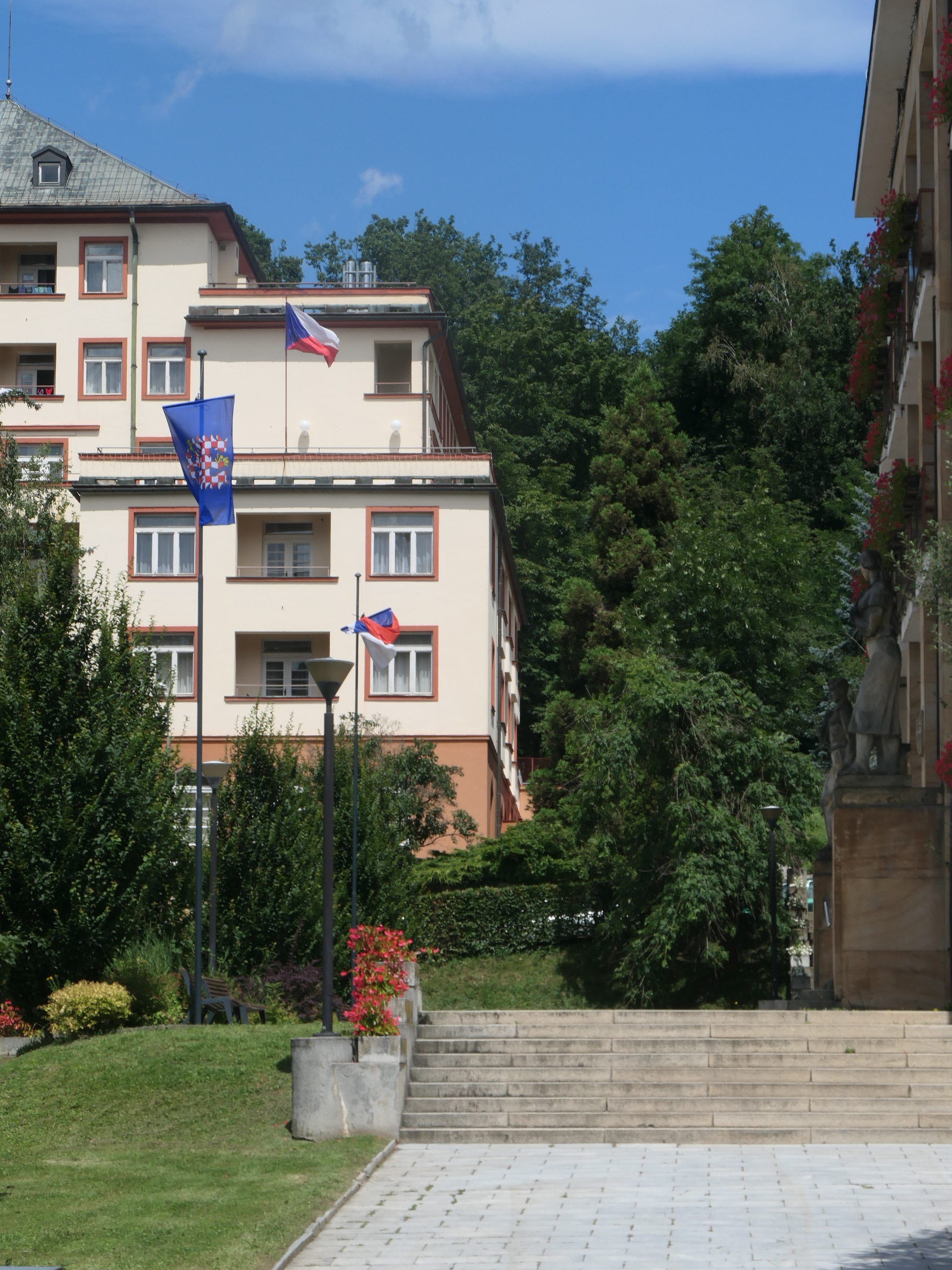
Vyvěšení moravské vlajky před budovou radnice v Luhačovicích 5. července 2024
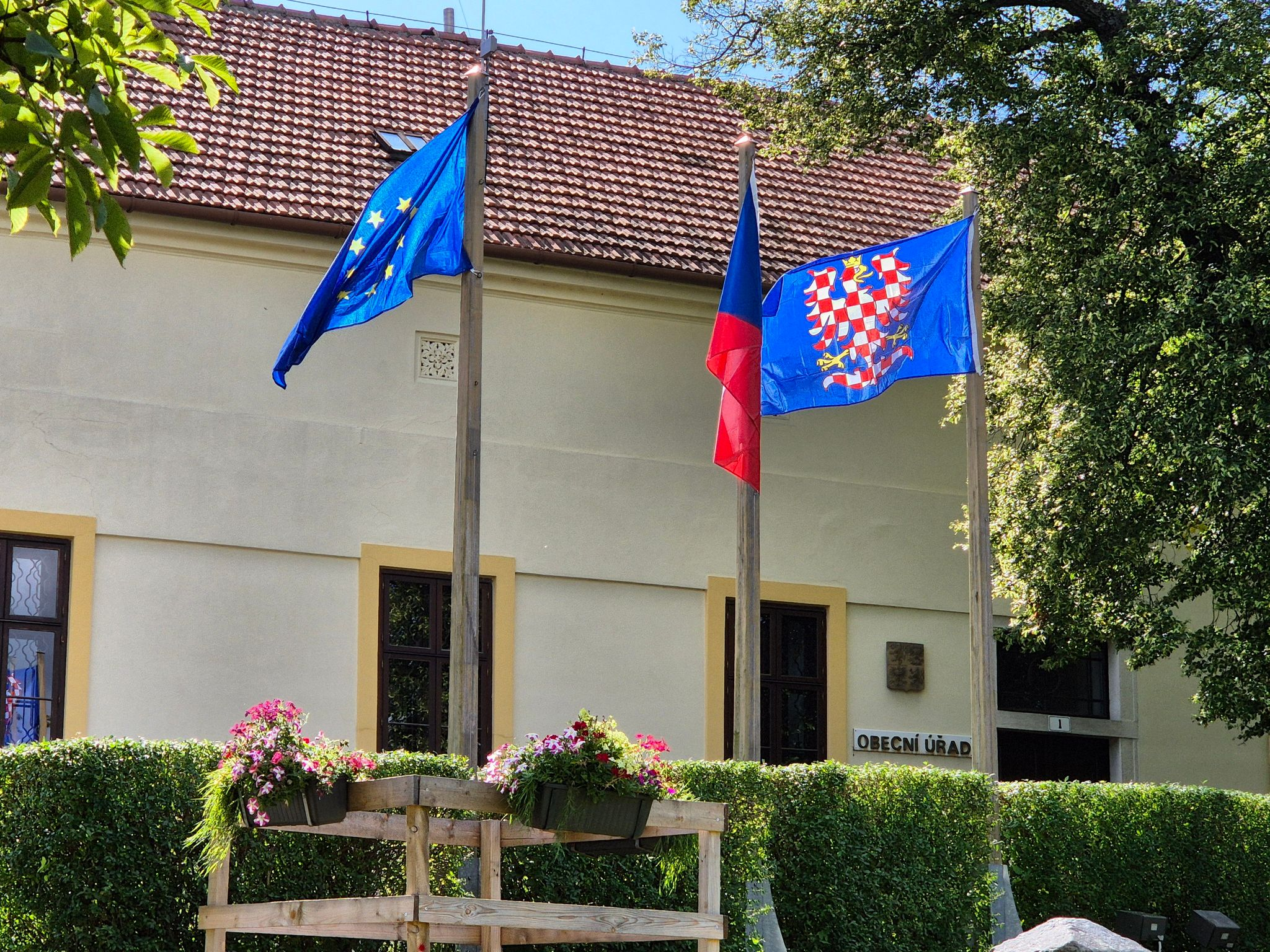
Vyvěšení moravské vlajky před budovou obecního úřadu v Podolí 5. července 2024

### Vyvěšování v roce 2025

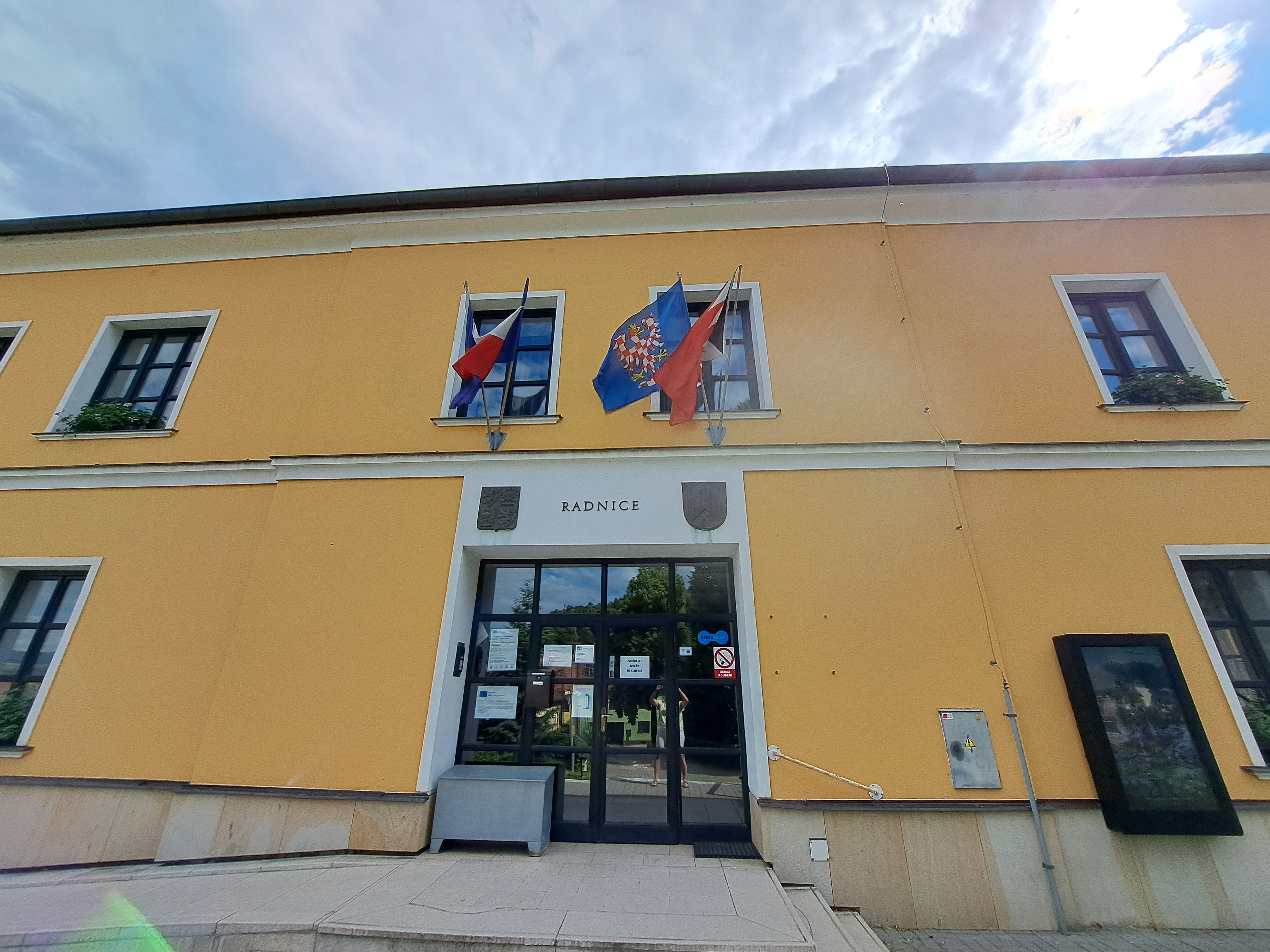
Trvale vyvěšená moravská vlajka na budově úřadu městyse v Černé Hoře

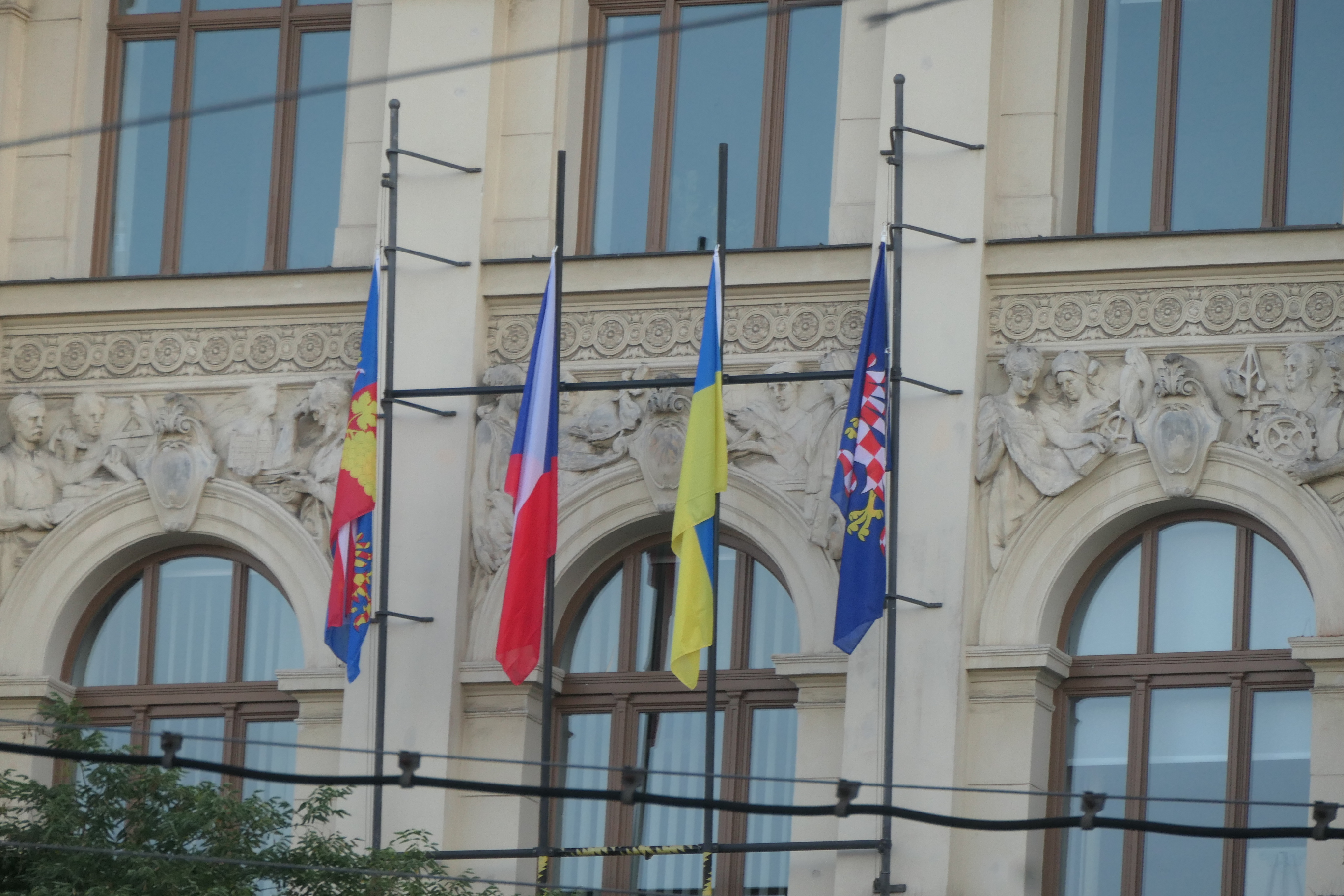
Moravská vlajka vyvěšená 5. července 2025 na sídle Jihomoravského kraje na Žerotínově náměstí v Brně

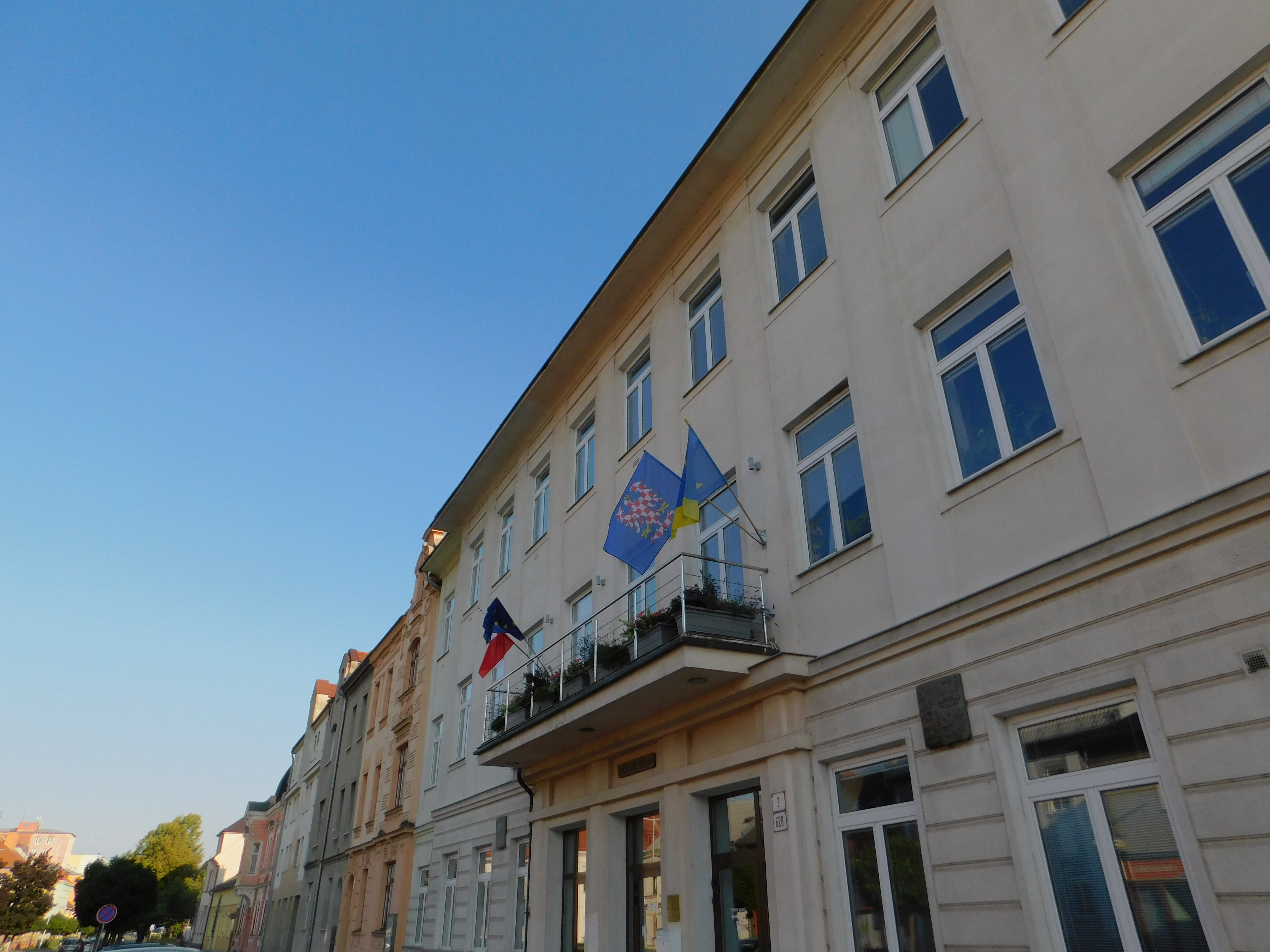
Vyvěšení moravské vlajky na budově Městského úřadu Holešov 4. července 2025
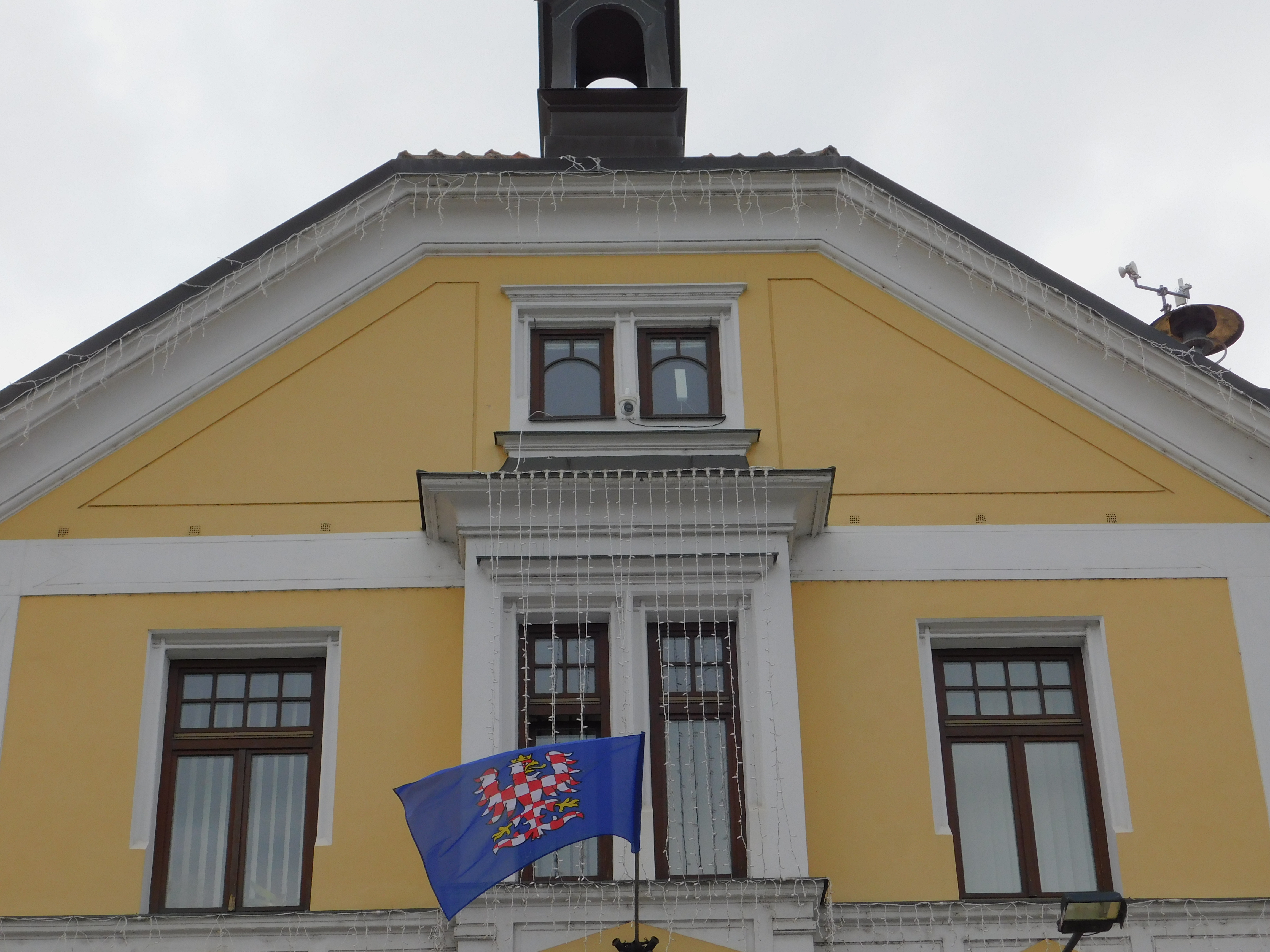
Vyvěšení moravské vlajky na budově městského úřadu ve Fryštáku 4. července 2025

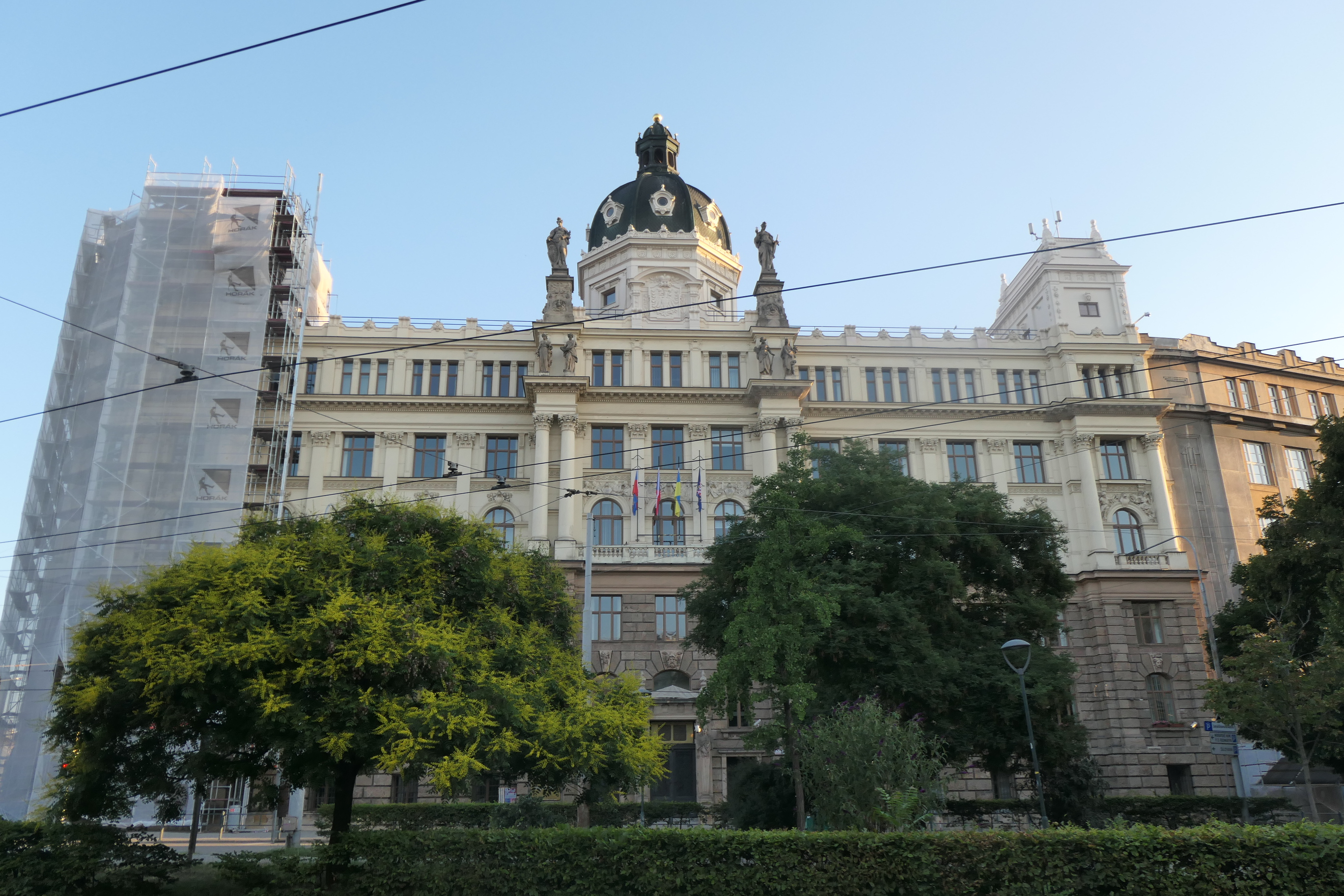
Moravská vlajka vyvěšená 5. července 2025 na sídle Jihomoravského kraje na Žerotínově náměstí v Brně
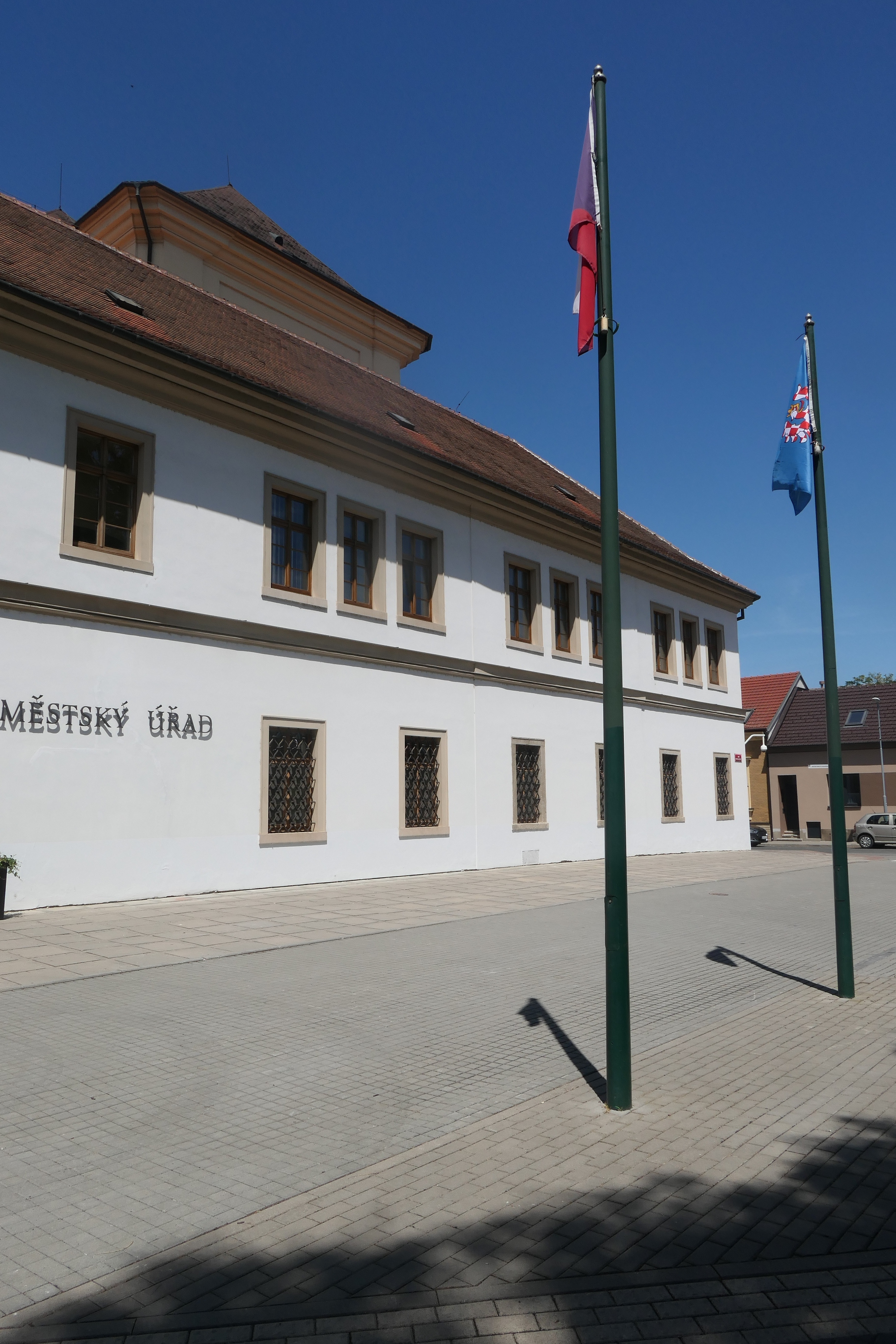
Moravská vlajka vyvěšená před městským úřadem ve Veselí nad Moravou 5. července 2025
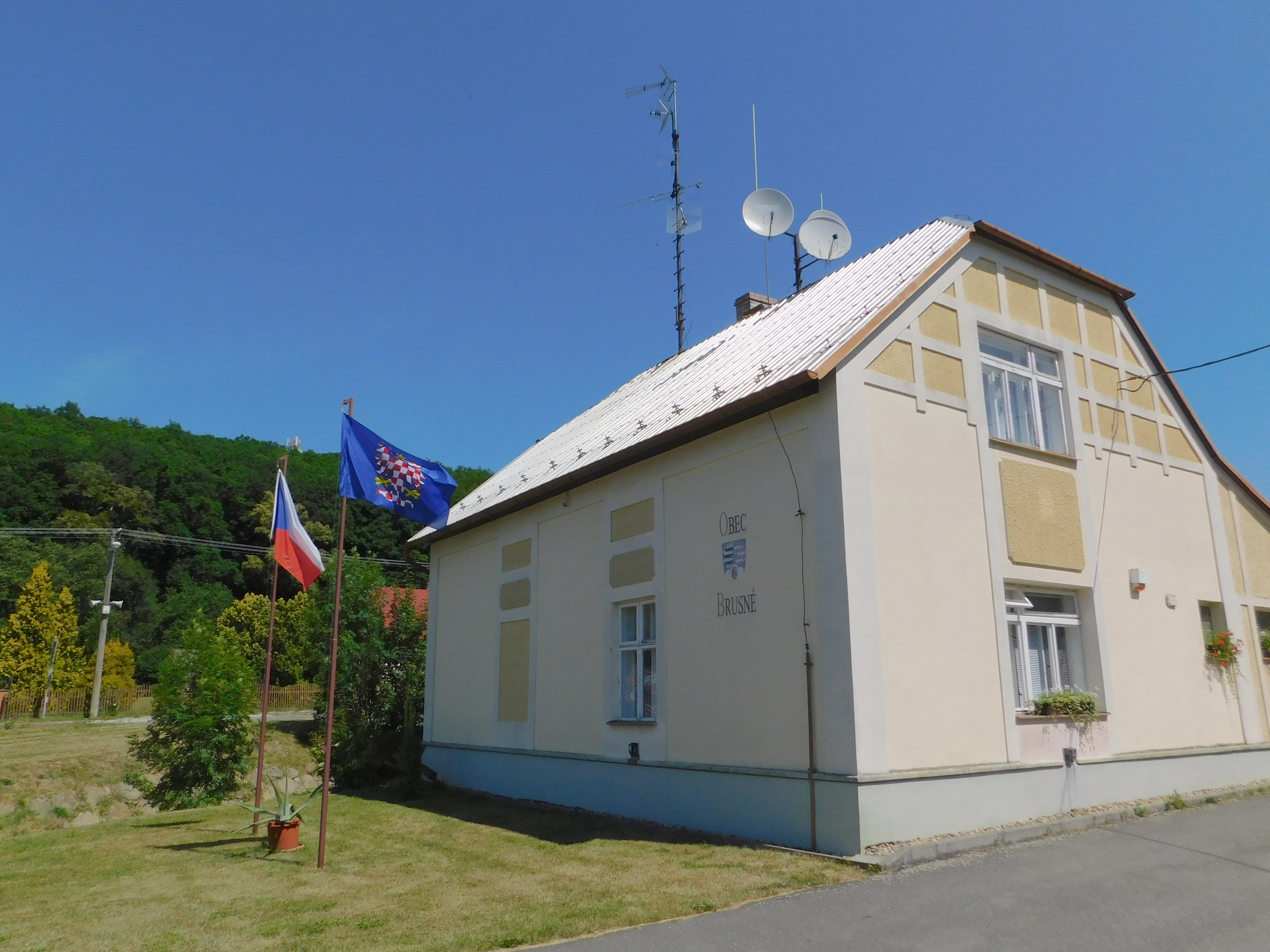
Moravská vlajka vyvěšená před obecním úřadem v Brusném 5. července 2025

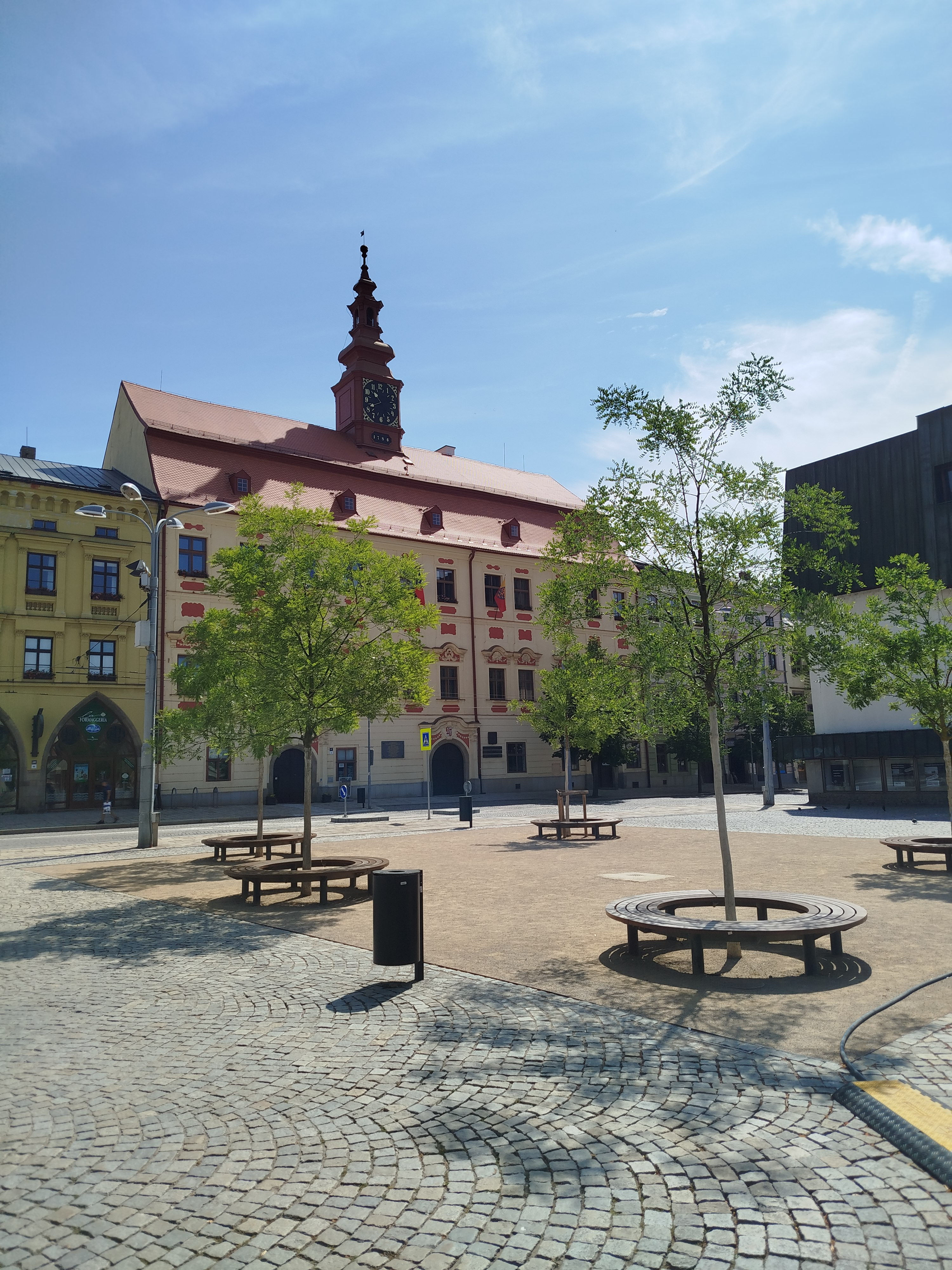
Vyvěšení žlutočervené bikolóry s červenožlutě šachovanou orlicí se žlutou korunou a zbrojí a se žlutým jazykem v modrém poli štítu uprostřed listu vlajky na budově radnice v Jihlavě 6. července 2025

#### Podniky

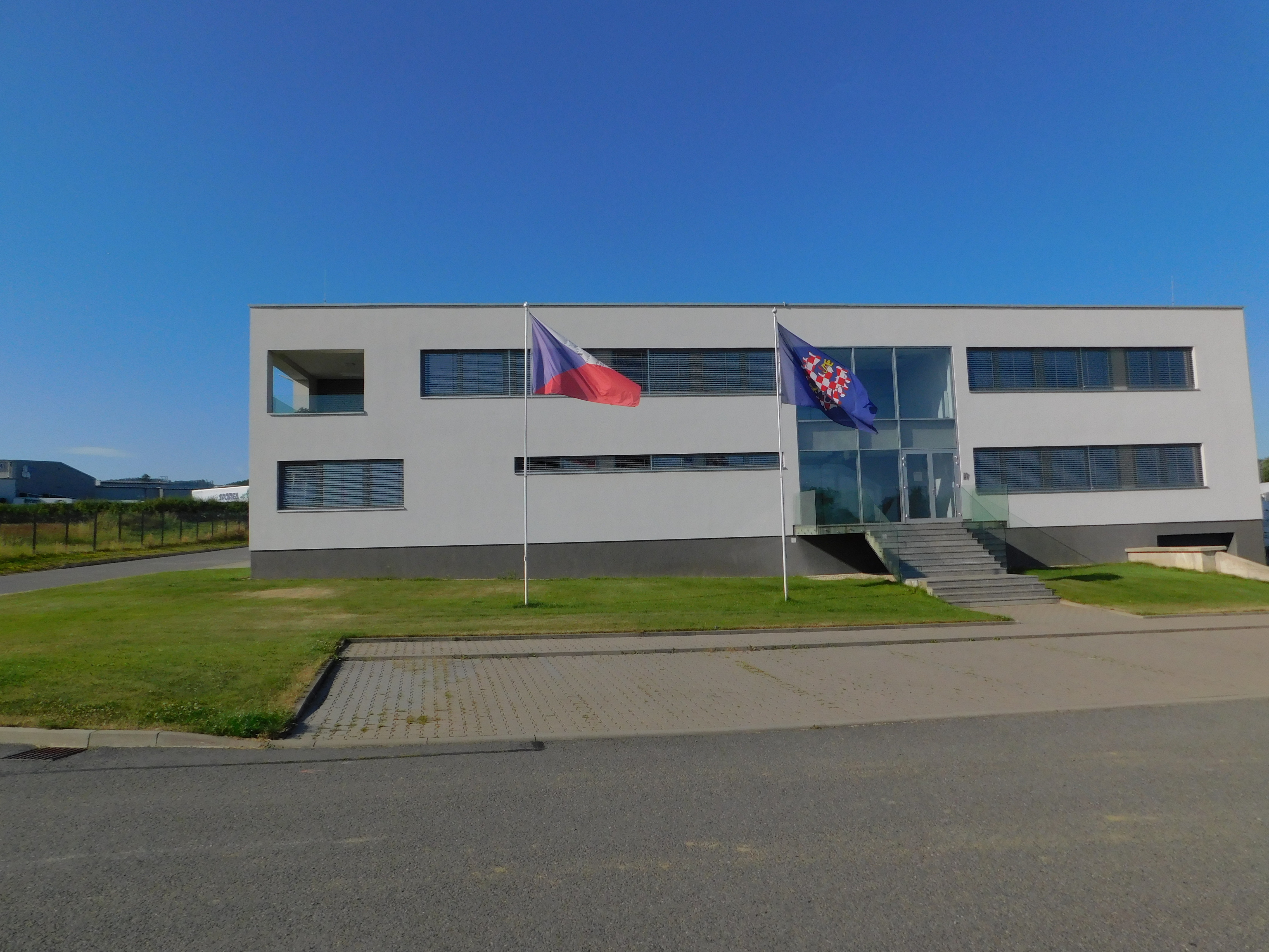
Moravská vlajka vyvěšená 5. července 2025 před firemním objektem v Lukově